# Édith Piaf
Pour les articles homonymes, voir Piaf et Gassion.
Ne pas confondre avec La môme Moineau.
Édith Giovanna Gassion, dite Édith Piaf, née le 19 décembre 1915 à Paris (France) et morte le 10 octobre 1963 à Plascassier, hameau près de Grasse, est une chanteuse, parolière, compositrice et actrice française.
Surnommée « La Môme Piaf » à ses débuts, elle est à l'origine de plusieurs succès devenus des classiques du répertoire, comme La Vie en rose, Non, je ne regrette rien, Hymne à l'amour, Mon légionnaire, La Foule, Milord, Mon Dieu ou encore L'Accordéoniste.
Chanteuse à la voix et à l'interprétation saisissantes, elle a inspiré de nombreux compositeurs et a été le mentor de jeunes artistes tels qu'Yves Montand, Charles Aznavour, Les Compagnons de la chanson, Georges Moustaki, ou encore Charles Dumont. Elle acquiert une renommée internationale, mais la fin de sa carrière est rendue difficile par de graves problèmes de santé ; elle meurt à l'âge de 47 ans.

## Biographie

### Famille

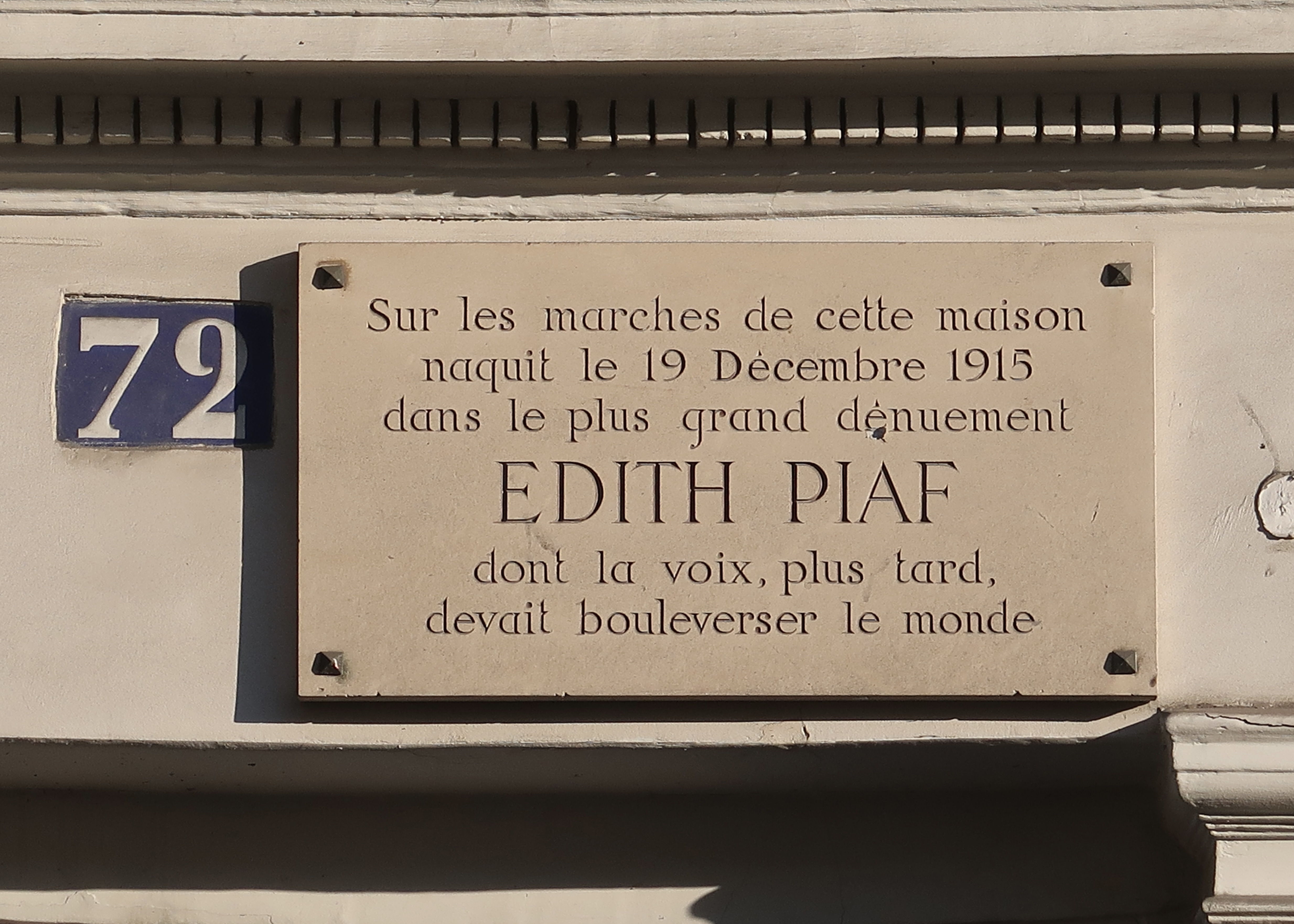
Plaque apposée au 72, rue de Belleville.

La légende issue de l'imagination d'un journaliste et entretenue par sa mère Line Marsa dans ses entretiens et par Piaf dans son livre de souvenirs puis colportée par des biographes, la fait naître le 19 décembre 1915 au domicile de ses parents à Paris, au 72, rue de Belleville, dans le 20e arrondissement. Une plaque commémorative apposée à cette adresse en 1963 par Maurice Chevalier en témoigne,. Certaines sources, dont ladite plaque, prétendent qu'elle serait née « sur les marches » de la porte d'entrée de l'immeuble, dans la pèlerine d'un agent de police qui aurait recueilli le bébé à la sortie du ventre de sa mère,,.
Toutefois, selon son acte de naissance à l'état civil de Paris, qui consigne le témoignage de l'infirmière ayant assisté à l'accouchement par un médecin accoucheur et un interne de service,,, « Édith Giovanna est née le 19 décembre 1915 au 4 rue de la Chine (hôpital Tenon) de Louis Alphonse Gassion (34 ans), artiste acrobate et de Annetta Giovanna Maillard (20 ans), artiste lyrique son épouse domiciliés 72, rue de Belleville »,,.

#### Origines familiales
Née dans la misère, Édith Piaf est une enfant de la balle dont les ascendants appartiennent au monde du spectacle depuis deux générations.

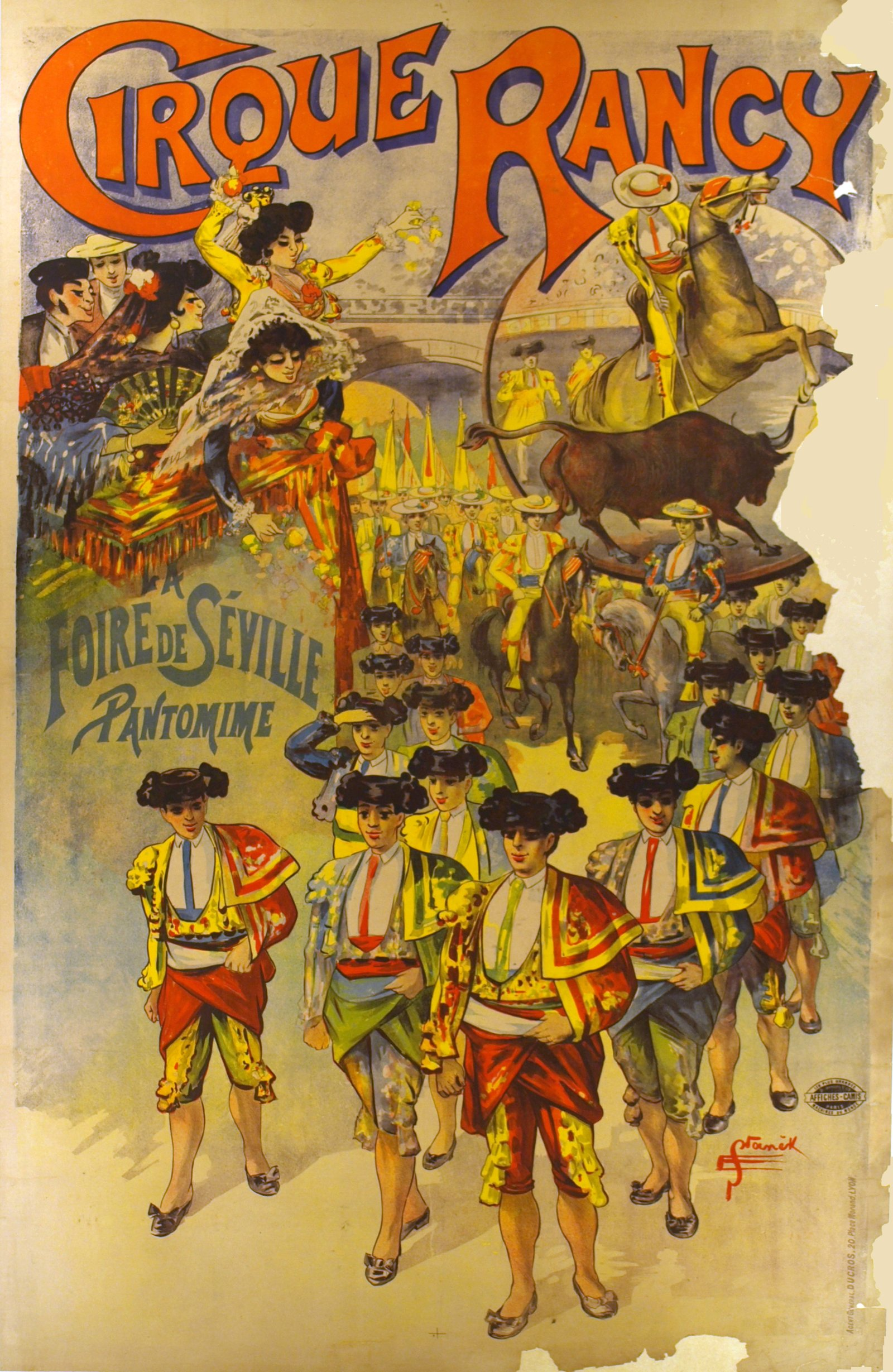
Affiche pour le cirque Rancy où travaillèrent le père et le grand-père Gassion d'Édith Piaf, vers 1900.

Louis Alphonse Gassion, le père d'Édith Piaf, né à Falaise dans le Calvados le 10 mai 1881 et mort à Paris le 3 mars 1944 (à 62 ans), est dans le civil un artiste de cirque, contorsionniste et antipodiste (à la manière d'un Valentin le Désossé), surnommé « l'homme qui marche la tête à l'envers », ; les sœurs de Louis, surnommées « les sœurs Gassion », sont également acrobates saltimbanques. Louis est le fils de Victor Alphonse Gassion, un Normand de Falaise, écuyer de cirque, et de Léontine Louise Descamps, dite « Maman Tine » ou « Titine », patronne d'une maison close à Bernay, en Normandie. Édith Piaf y habitera quelque temps chez ses grands-parents. Avant de mourir en 2014, sa cousine Cécile Bernier vivait encore en cette ville et conservait de nombreuses photographies d'Édith Piaf.

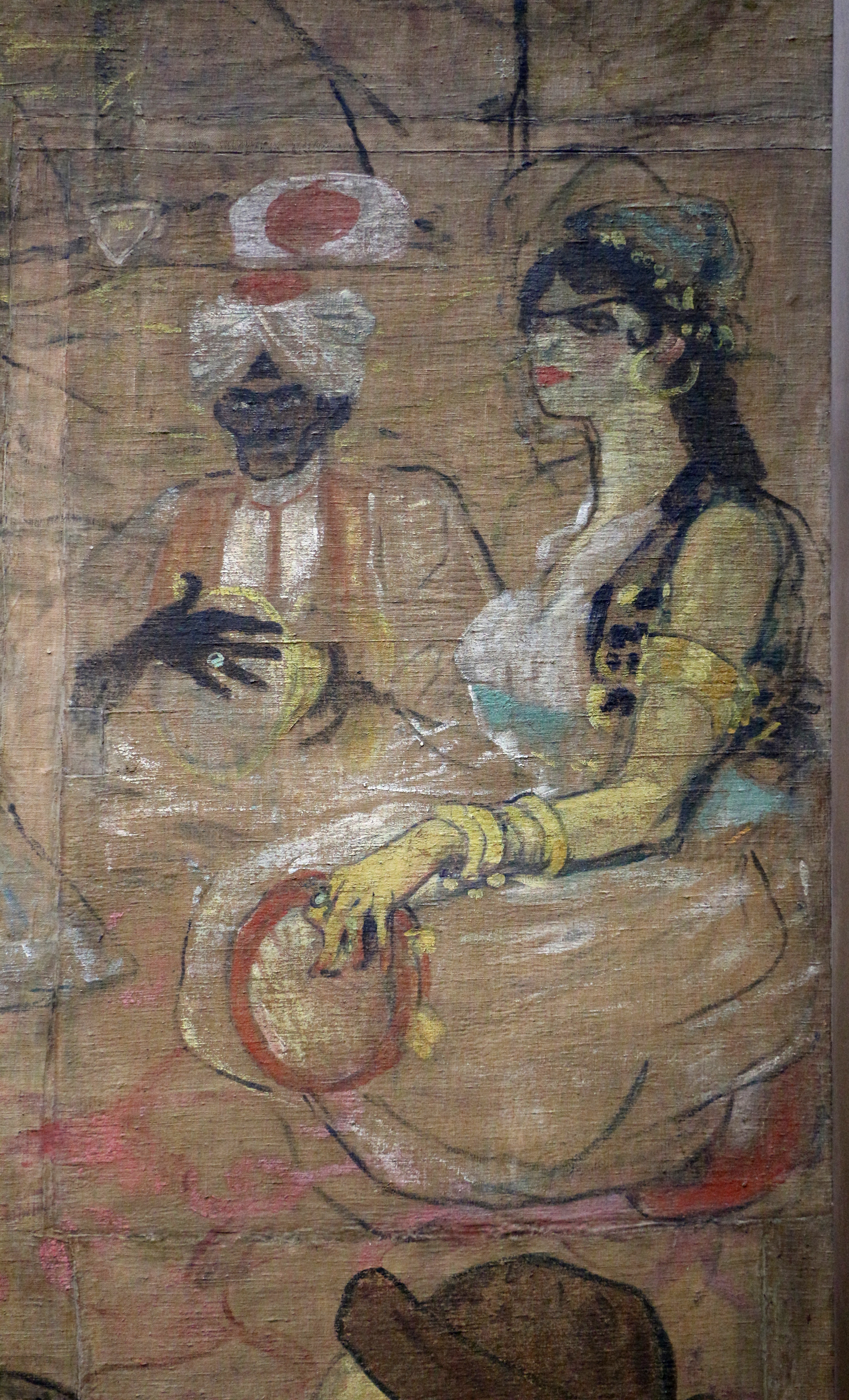
La grand-mère Aïcha (Emma Saïd) est probablement le modèle du personnage peint par Henri de Toulouse-Lautrec dans La Danse mauresque (détail), 1895.

Les grands-parents maternels d'Édith Piaf sont Auguste Eugène Maillard (1866-1912) et Emma Saïd Ben Mohamed, dont le nom de scène est Aïcha. Emma est la fille de Saïd Ben Mohammed, un acrobate de cirque né en 1827 en Kabylie, Algerie et mort en 1890 à 63 ans à Mont Luçon. Ses origines kabyles (berbères de Kabylie, en Algérie) ont été confirmées par la grand-mère d’Édith Piaf elle-même, par Arletty, ainsi que par sa biographe officielle Monique Lange. Des biographes reconnus tels que Jean-Dominique Brierre, David Bret et Simone Berteaut attestent également que sa grand-mère maternelle était bien kabyle (algérienne).
,selon la revue à potins Vedetteselon l'actrice Arletty, berbère du Maroc selon Albert Bensousan[réf. à confirmer] ou marocain, et de Marguerite Bracco, d'origine italienne. Emma est née le 10 décembre 1876 à Soissons où son père était en représentation. Elle est également une artiste de cirque, connue pour un numéro de puces sauteuses. Elle s'est mariée en 1894 à Auguste Eugène Maillard, rencontré en Italie lors d'une tournée et est morte à Paris en 1930 (à 54 ans).
La mère de Piaf, Annetta Giovanna Maillard, fille d'Auguste Maillard et Emma Saïd, est née à Livourne en Italie le 4 août 1895, et est morte le 6 février 1945 (à 49 ans) à Paris. C'est une chanteuse connue de cabaret, de « beuglants » puis de rue sous le nom de scène Line Marsa. Elle a commencé sa carrière comme écuyère de cirque et funambule. Elle a une réputation d'alcoolique et de droguée. Au sujet de sa mère Annetta, son fils Herbert dira : « Une grande artiste, mais qui n'a pas su forcer sa chance… Elle a chanté au Chat noir, au Mikado, au Monocle… », puis part à la dérive – « la dérive, le mot est gentil… » –, et à propos de sa belle voix, Arletty raconte : « C'était pas la mère qui avait la voix de la fille, c'était la fille qui avait la voix de la mère ».

#### Mariage des parents

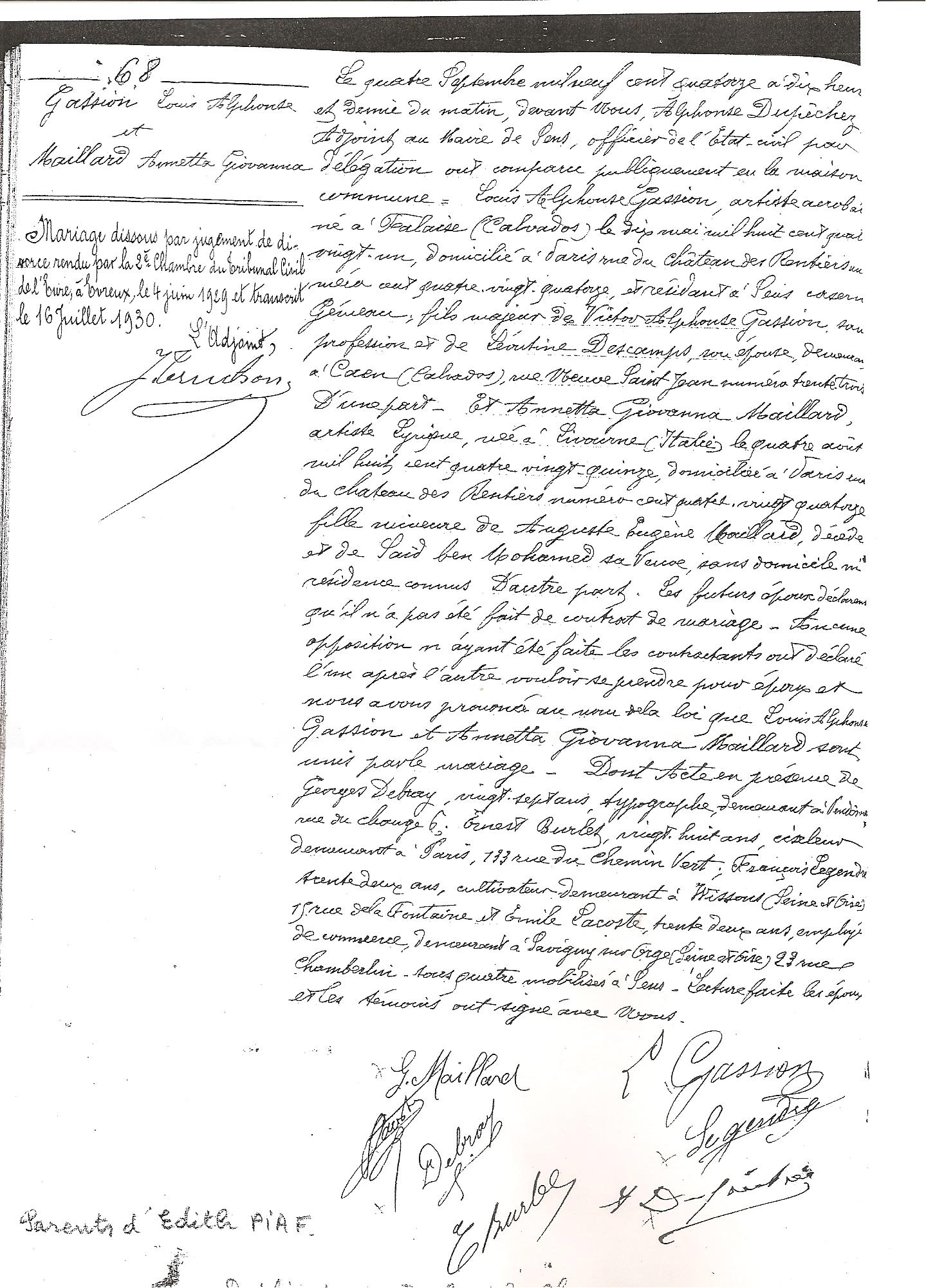
Extrait de l'acte de mariage de ses parents Louis et Annetta Gassion.

Louis Gassion rejoint le 89e régiment d'infanterie, basé à la caserne Gémeau à Sens (Yonne), le 11 août 1914. Il aurait bénéficié d'une permission de trois jours pour se marier, le 4 septembre avec Annetta Maillard. De cette union scellée à l’hôtel de ville de Sens, peu d’informations ont été rendues publiques. L’acte de mariage conservé dans les archives municipales indique que la cérémonie s’est déroulée à 10 h 30 le 4 septembre 1914, alors que les combats de la Première Guerre mondiale font rage dans l'Est de la France et que les Allemands menacent Paris.
Dans son ouvrage Piaf, la vérité, le biographe Emmanuel Bonini confirme que la mobilisation du « seconde classe » Gassion est l’unique attache du couple avec Sens : « Ils s’y sont mariés au cours d’une permission de trois jours, alors qu’ils étaient domiciliés à Paris, rue du Château-des-Rentiers, dans le XIIIe arrondissement. » L’auteur ajoute que « les quatre témoins du mariage — un typographe de Vendôme, un ciseleur parisien, un cultivateur de Wissous et un employé de commerce de Savigny-sur-Orge — étaient certainement tous mobilisés à Sens, avant de rejoindre le front ».
Le couple divorcera en 1929.

##### Enfants
Louis Gassion et Annetta Maillard prénomment à sa naissance leur fille Édith en hommage à Edith Cavell, infirmière résistante anglaise fusillée en Belgique par les Allemands deux mois auparavant.
Après Édith, ils ont un second enfant, Herbert Lucien Gassion (né le 31 août 1918 à Marseille et mort le 22 janvier 1997 à Clichy) qui passera une partie de sa prime enfance à l'Assistance publique alors que sa mère est en tournée en Turquie.
Louis Gassion aura une autre fille d'une de ses liaisons, Denise Gassion (née le 8 mars 1931) qui sera en contact avec Édith Piaf, la chanteuse l'aidant même à s'installer à Montréal, au Canada.

### Enfance

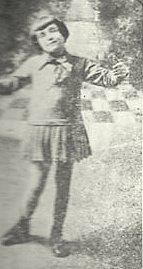
Édith Piaf enfant.

#### Séjour avec Emma
Sa mère, ayant peu la fibre maternelle et trop pauvre pour élever sa fille, la confie très petite à sa grand-mère maternelle, Emma Saïd Ben Mohamed qui habite 91 rue Rébeval dans le XIXe arrondissement, dans les hauteurs de Belleville. Vers l'âge de deux ans, sa mère la fait baptiser en l'église Saint-Jean-Baptiste de Belleville ; Emma « née Saïde » (sic) est sa marraine, son parrain est un certain René Jacques, domicilié dans le même immeuble que la mère de l'enfant.

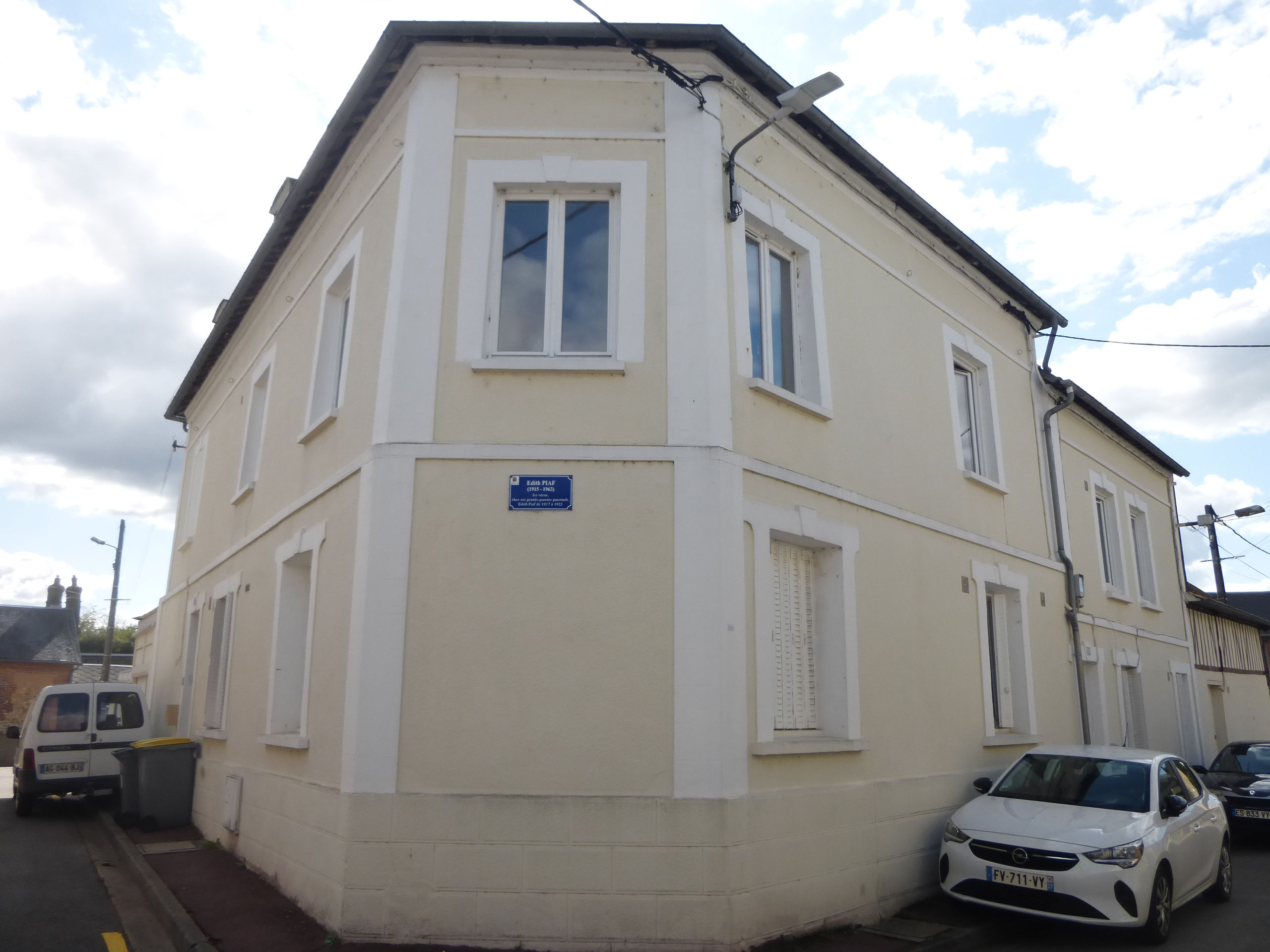
Maison de la grand-mère paternelle d'Edith Piaf, 7 rue Saint-Michel à Bernay (Eure).

Cette grand-mère, souvent décrite comme une alcoolique, ne se serait pas occupée d'elle, laissant sa petite-fille vivre dans la saleté, ignorant l'eau et l'hygiène. Ses biberons, selon la légende, étaient faits au vin rouge, ce que contestent certains biographes.

#### Séjour avec Louise
L'enfant reste environ 18 mois avec Emma avant que son père, Louis Gassion, en permission du front, ou peut-être sa tante Zéphora, la confie à sa grand-mère paternelle, Louise Gassion, patronne d'une maison close, surnommée le « grand 7 », à Bernay en Normandie. Louise n'aimait guère l'enfant mais Édith est choyée par les prostituées de la maison où se trouve un piano, mangeant pour la première fois à sa faim, buvant du lait de Normandie et portant de jolies robes.
Selon des interviews, des articles dans les revues à grand tirage et des biographies successives, Édith Piaf aurait perdu la vue très jeune (un âge de 3  à   8 ans est évoqué selon ses biographes), le médecin diagnostiquant une double kératite due vraisemblablement au manque de soins et d'hygiène et jamais soignée. Sa grand-mère, ayant appris la guérison d'une fillette atteinte de la même maladie après qu'on eut prié pour elle sur la tombe de Thérèse de l'Enfant-Jésus à Lisieux (pas encore déclarée sainte, puisqu'elle est béatifiée en 1923 et canonisée en 1925), décide d'aller avec ses « filles » y demander la guérison de la petite, ou selon d'autres biographies, y emmène sa petite fille les yeux bandés. En août 1921, selon un biographe, on prend le car puis le train, on prie sur la tombe de Thérèse, on ramène de la terre qu'on lui applique en bandeau sur les yeux tous les soirs. Après huit jours environ, la jeune Édith est guérie. À la suite de cela, elle conservera toute sa vie une dévotion particulière à la « petite Thérèse » : sur sa table de nuit trônera un portrait de la sainte, et chaque année, elle aurait péleriné au carmel de Lisieux,. Il se trouve qu'Édith Piaf et Thérèse de Lisieux sont cousines au 14e degré. À la suite de cet épisode de guérison, Édith Piaf devient pieuse et fréquente régulièrement les églises en dehors des offices pendant ses tournées. Elle porte une croix ou une médaille autour du cou et priera avant d'entrer en scène[réf. souhaitée].
Piaf ne reviendra jamais à Bernay, une fois devenue célèbre mais « la population lui est attachée ».

#### Séjour avec son père

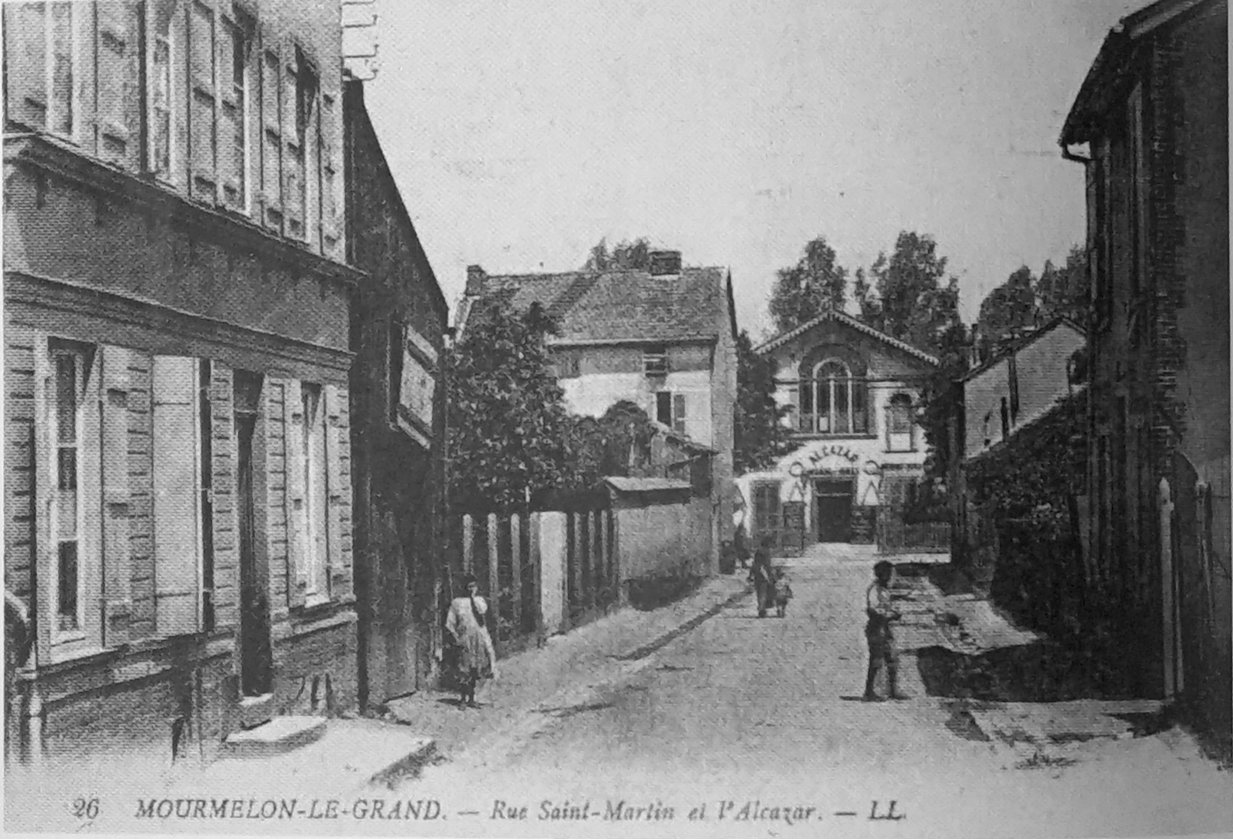
« L'Alcazar » au fond de la rue St-Martin à Mourmelon-le-Grand, où les Gassion passent en représentation très souvent dans les années 1920.

En 1922, elle a à peine 7 ans quand Louis Gassion, son père, la reprend avec lui pour vivre la vie d'artiste de petits cirques itinérants où elle loge en caravane, comme le Caroli se produisant en Belgique, puis la vie d'artiste de rue indépendant et misérable. Son père, qui a la main leste, montre peu de tendresse pour sa fille et collectionne les maîtresses qui la traitent plus ou moins bien. C'est, à l'image de sa mère, en chantant des airs populaires dans la rue, exploitée par son père, que dès 9 ans, Édith Piaf révèle son talent et sa voix d'exception, après le numéro d'acrobatie de son père. Sa précocité se lit à travers son nom de scène à l'époque, « Miss Édith, phénomène vocal ». Père et fille séjourneront à plusieurs reprises dans la petite ville de garnison de Mourmelon-le-Grand dans la Marne, où se tenait le music-hall « l'Alcazar », écumant également d'autres villes de province comme Forges-les-Eaux, Lens ou Nancy et le pavé de Paris. Selon la légende, elle l'accompagne en chantant d'abord La Marseillaise, la seule chanson qu'elle connaisse,, mais plus probablement des succès de l'époque.
Selon ses propres dires, Piaf aurait fugué en train une première fois à 10 ans pour Saint-Jean-de-Maurienne en Savoie puis chez sa grand-mère à Bernay dans l'Eure où son père serait venu la rechercher.

### Début de carrière dans la rue
En 1930, elle a 15 ans et quitte définitivement son père pour chanter en duo dans la rue avec Simone Berteaut, dite « Momone », qui deviendra son amie, son alter ego et son « ange maudit ». À la demande de Carole Hansort, la mère de Simone, elle rédige une sorte de contrat où elle se désigne comme artiste, habitant 105 rue Orfila, engageant pour une durée illimitée ladite Simone Berteaut à raison de 15 francs par jour, « logée, nourrie » — somme qui sera remise, les premiers temps, quotidiennement à Madame Hansort. À cette époque, Édith Piaf et Simone vivent dans la même chambre, partageant le même lit. Momone fait la quête ou ramasse l'argent qui tombe des fenêtres pendant qu'Édith Piaf chante dans les cours d'immeubles et dans les rues, dans les quartiers ouvriers le week-end et chics la semaine. Avec Momone, Piaf aime à revenir régulièrement au 72 rue de Belleville pour y pique-niquer sur les marches de son enfance.
En 1932, elle rencontre son premier grand amour, Louis Dupont (1915-1965), dit P'tit Louis, garçon-livreur. Tous les deux s'installent d'abord à Belleville, chez la mère de Louis qui habite avenue des Bouleaux (ex avenue de la République, dans le 19e) et, ensuite, au 105, rue Orfila, dans le 20e. D'autres lieux seront évoqués : un hôtel de la rue Germain-Pilon à Montmartre, et des séjours chez la tante de Louis, à Joinville-le-Pont. Enceinte, Piaf continue à chanter valses, tangos et javas à l'aide d'un porte-voix dans les rues puis au bal musette. De cette union naîtra une fille, Marcelle surnommée « Cécelle », le 11 février 1933, à l'hôpital Tenon, dans le 20e.
Piaf s'essaye à cette époque à des emplois « normaux » comme bonne à tout faire, apprentie-crémière, mais reprend vite la chanson avec Momone, aussi bien dans la rue que dans les casernes et les bars à prostituées. Pour obtenir plus d'argent, elle guide Momone pour qu'elle accentue son attitude pitoyable (dos voûté, tête inclinée, air triste) qui émeut le passant pendant qu'elle chante les mains dans le dos.

### Chanteuse de l'orchestre de Radio Vitus
En 1934, selon son biographe Peta Mathias, elle est découverte dans la galerie du Palais Berlitz par Louis Maitrier, pianiste de Jazz, ancien chef d'orchestre de l'Opéra comique qui l'engage pour l'orchestre de Radio Vitus (Le Poste de l’Île-de-France). « En 1934, Louis Maitrier cherchait un jeune chanteur pour l’orchestre de Radio Vitus. Au Palais Berlitz à Paris, il a entendu le chant d'une adolescente minuscule. Elle portait une robe noire d’occasion et pas de bijoux, sauf pour la petite croix autour de son cou. Elle chantait comme un rossignol, d'une manière si touchante et si simple qu'il a dit à sa femme, "Ne cherchez plus - notre chanteuse est là". J'ai entendu un enregistrement de Piaf chanter pour cette émission de radio et sa voix était très jeune - haute, claire, et très bien dans le style des années 1940, très différente de la voix rauque et profonde qu'elle est devenue après des années d'excès, d’alcool et de tabagisme. Mais malgré sa jeunesse, sa voix était d’une incroyable puissance, d’une sonorité bouleversante et avec une diction parfaite. C’était comme une voix de jazz, même si elle n'avait jamais entendu de jazz dans sa vie. Elle avait une personnalité très brillante et volontaire, apprenant par elle-même à lire la musique, comprendre l'anglais et améliorer la correction de son français, perdant ainsi la vulgarité de son accent parisien des faubourgs. Elle a réussi à enregistrer un disque en une seule séance et elle était capable de se rappeler la mélodie et les paroles d'une chanson qu’elle avait entendue une seule fois. Par la suite, quel que soit le pays où elle s’est produite, elle apprit à chanter certaines de ses chansons dans sa langue. J'ai entendu l'enregistrement de son chant en anglais et en allemand : ils sont merveilleux. ».
Louis Maitrier compose à cette époque la musique de la chanson Elle fréquentait la rue Pigalle dont les paroles sont de Raymond Asso.

### Chanteuse de cabaret
Elle chante au cabaret Juan Les Pins, situé 62 de la rue Pigalle, où elle reprend des chansons de Damia et Fréhel, faisant l'entraîneuse habillée en marin pour pousser les clients à boire. Ce cabaret sera transformé dans les années 1940 par Django Reinhardt pour devenir La Roulotte. La propriétaire du nightclub, la célèbre Lulu de Montmartre (Lucienne Franchi), gère également un autre cabaret à Montparnasse, Le Monocle, au 60, boulevard Edgar-Quinet, photographié par Brassaï dans les années 1930,, dont la vedette n'est autre que Line Marsa, la mère d'Edith Piaf. Malgré cet emploi nocturne, Piaf continue à chanter dans les rues le matin, emmenant son bébé et Momone avec elle. Louis ne supportant pas qu'Édith chante dans la rue avec le nourrisson sous le bras ou fasse boire des clients dans des boîtes de Pigalle, il reprend la petite Marcelle avec lui. Malgré les sentiments de P'tit Louis et les efforts des beaux-parents pour préserver cette relation, Édith Piaf le quitte pour vivre d'autres rencontres, tout en continuant de battre le pavé avec sa fille et Momone, entre beuveries et fumées. Bientôt, l'enfant mourra d'une méningite tuberculeuse, le 7 juillet 1935 à l'hôpital Necker-Enfants malades, âgée de 28 mois. C'est à cette occasion que se situe le seul moment connu — ou avoué — par Édith Piaf de prostitution afin de pouvoir payer l'enterrement de sa fille.
À l'automne 1935, Édith Piaf chante au coin de l'avenue Mac-Mahon et de la rue Troyon. Elle est engagée par Louis Leplée, dans le cabaret dont il est gérant: Le Gerny's, sur les Champs-Élysées. À cette époque, Piaf fredonne principalement des chansons du répertoire de Fréhel. Leplée devient son mentor et, en l'engageant dans son cabaret, lui choisit comme nom de scène « la môme Piaf » (un « piaf », familièrement, est un moineau, et « la môme Moineau » existait déjà) en raison de sa petite taille de 1,47 m héritée de son père et de sa silhouette gracile,. Leplée, qu'elle appelle « papa Leplée », lui fait rencontrer Jacques Bourgeat, philosophe et littérateur qui devient son professeur, son confident voire son confesseur et avec lequel, s'installe une relation également épistolaire,,.
Elle rencontre à la même époque le tout jeune directeur artistique de Radio Cité, Jacques Canetti qui lui présente Louis Moysés, patron du cabaret Le Bœuf sur le toit, lequel la recommande au musicien Jean Wiener qui la fait embaucher en 1935 pour un petit rôle de chanteuse en costume de matelot dans le film La Garçonne de Limur. En 1936, Jacques Canetti lui propose de lui faire enregistrer son premier disque, Les Mômes de la cloche, chez Polydor, qui connaît un succès public et critique immédiat. Selon les dires, son premier succès a déjà eu lieu dans le cabaret de Leplée qui l'avait engagée initialement une semaine, mais où elle triompha pendant sept mois jusqu'à l'assassinat de Leplée dans son lit le 6 avril 1936.
Des petites frappes du milieu de Pigalle, connaissances ou amants de Piaf dont elle donne les noms au cours de sa garde à vue pendant 48 heures, sont évoquées comme les tueurs possibles de Leplée, mais l'affaire est classée, faute de preuves. L'assassinat de Leplée, qui la chagrine fort, est à l'origine d'une vindicte médiatique contre la chanteuse qui risque de la renvoyer d'où elle vient : la rue et les petits cabarets de misère. Quelque temps plus tard, elle écrit une missive à Jacques Bourgeat le 5 août 1936, sur des feuilles d'écolier, où elle montre qu'elle veut rompre avec certaines de ses mauvaises fréquentations : « Autre chose je ne suis plus avec Jeannot n'y Georges n'y Marcel n'y Jacques, j'ai tout scier car j'ai décider d'être sérieuse et de travaillé durement pour faire plaisir à mon vieux papa Leplée et quand je vais rentrer à Paris je vais être toute seule et sa je te le jure sur les cendres de monsieur Leplée, je vais retournée chez papa et je vais prendre ma petite copine Simone dont je t'ai ten parlé. […] Je veut y en mettre un coup fini les macrot entre nous je les ai bien pris pour des poires, Georges et un salot je tespliquerais ce quil ma fait car c'est trop long sur une lettre. Jeannot est un brave petit gas et c'est lui que je regrette le plus les autres on n'en parle pas mais tu sais jeu suis dégouter complètement et mon pognon je le garde pour moi mon macquereau ce seras mon père escuse pour le papier mais je suis en Suisse comme je naime pas acheter a cause du change alors je técrit sur ce papier »,. Du jour au lendemain, elle n'a plus d'engagements mais le succès ne tarde pas à revenir. Radio Cité, dirigée par Marcel Bleustein et Jacques Canetti, lui ouvre son antenne. Son talent et sa voix hors normes sont remarqués entre autres par le compositeur Raymond Asso et par Marguerite Monnot, compositrice et pianiste virtuose, sa future et fidèle grande amie, qui l'accompagnera tout au long de sa carrière et composera les musiques de Mon légionnaire, Hymne à l'amour, Milord, Les Amants d'un jour. Elle passe ainsi à Bobino et à L'Européen à la fin du printemps.
Quelques disques et un peu de scène ne peuvent néanmoins nourrir une artiste débutante. À la fin de l'été 1936, elle reprend contact avec Raymond Asso, auquel elle avait refusé Mon légionnaire (créé par celle à qui elle devait tant, Marie Dubas, en 1935), et elle reprend le titre début 1937, avec le Fanion de la légion).
Après Leplée, Raymond Asso devient son pygmalion. Il la prend en main, l'éloigne de son milieu malsain et la fait travailler pour en faire une chanteuse professionnelle de music-hall, à l'instar de ses rivales Renée Lebas et Léo Marjane. Avec lui, « la môme Piaf » devient « Édith Piaf »,. À l'automne 1936, elle décroche l'Alhambra. Au printemps 1937, elle est à nouveau à Bobino. Elle continue à enregistrer d'autres disques.
Mais Piaf veut plus : l'ABC, le plus prestigieux music-hall parisien.

### Vedette de music-hall

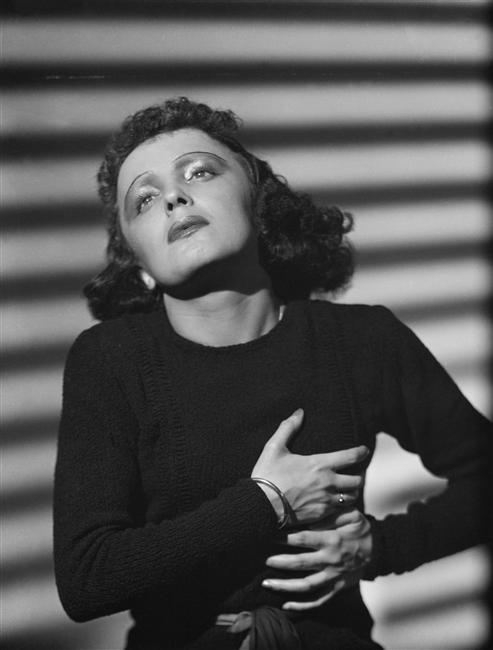
Édith Piaf en 1939 (photo studio Harcourt).

En mars 1937, Édith Piaf entame sa carrière de music-hall à l'ABC à Paris avec l'appui de l'impresario Émile Audiffred, où elle devient immédiatement une immense vedette de la chanson française, aimée du public ; ses chansons sont diffusées à la radio. C'est à cette époque qu'elle rencontre Danielle Bonel, cette dernière deviendra sa secrétaire et confidente tout au long de sa carrière.
Star de la fin des années 1930, Piaf triomphe à Bobino, ainsi qu'au théâtre en 1940, dans Le Bel Indifférent, une pièce spécialement écrite pour elle par Jean Cocteau et qu'elle interprète avec succès en compagnie de son compagnon du moment, le fantaisiste de cabaret Paul Meurisse (rôle muet). Toujours avec Paul Meurisse comme partenaire, elle joue dans le film Montmartre-sur-Seine de Georges Lacombe (1941). C’est lors du tournage de ce long métrage qu’elle fait la connaissance d'Henri Contet, qui deviendra, à l’instar de Marguerite Monnot pour la musique, l’un de ses paroliers fétiches.

### Rôle durant l'occupation allemande
Pendant l’occupation allemande, Piaf, qui a définitivement troqué « La Môme Piaf » contre « Édith Piaf », ne voit plus Raymond Asso qui est rappelé sous les drapeaux en août 1939. Elle continue de donner des concerts, repasse à l'ABC, chante en duo avec Paul Meurisse et enchaîne les tournées.
En 1942, elle loge dans une maison close, « L'Étoile de Kléber », situé 5, rue Villejust, aujourd'hui rue Paul-Valéry, gérée depuis 1941 par « Madame Billy », épouse d'un ancien du caf'conc' et chanteur Jacques Josselin dit Jo. Elle en occupe tout le troisième étage,, à deux pas du siège de la Gestapo française, 93, rue Lauriston. Cette maison est un lupanar réservé à la clientèle du quartier le plus chic de Paris, notamment aux officiers allemands et aux collaborateurs œuvrant non loin,. Là, le marché noir permet aux résidents comme aux clients de consommer du caviar et de boire du champagne. Elle y croise souvent l'amant de son amie Annie Jeanclaude, Henri Lafont, chef de la Gestapo française, dont elle s’accommode de la présence, de même que des officiers allemands.
Un soir de 1942, à la fin d’un tour de chant à l’ABC, illuminée par le drapeau tricolore français, elle interprète devant plusieurs rangées d’officiers allemands la chanson qu'elle a écrite Où sont-ils tous mes copains ?. Le public français exulte.
Entre 1942 et 1943, Édith Piaf a aussi une liaison avec Yvon Jeanclaude, frère d'Annie, qui l'accompagne vocalement dans la chanson C'était une histoire d'amour.
À cette époque, Line Marsa, sa mère, fréquente les hospices et les prisons, et par lettres, réclame des colis de survie à sa fille, qui lui en fait envoyer plusieurs, mais Piaf ne lui rend jamais visite, ne lui pardonnant pas de l’avoir délaissée enfant.
Elle se rend à Berlin en août 1943 avec quelques artistes français dont Loulou Gasté, Raymond Souplex, Viviane Romance, Albert Préjean, où elle pose devant la porte de Brandebourg à l'occasion d'un voyage censé promouvoir la chanson française et s'y déplacera à nouveau en février 1944.
Au printemps 1944, elle se produit au Moulin-Rouge où le tout jeune chanteur de music-hall Yves Montand, proposé par son producteur Émile Audiffred, passe en première partie de son spectacle. C'est le coup de foudre, et Piaf, déjà célèbre et adulée, entreprend de l'initier aux ficelles du métier et à la vie d'artiste. Elle va propulser sa carrière en lui présentant des gens importants (et quelquefois de premier plan) dans le monde du spectacle de l'époque : Joseph Kosma, Henri Crolla, Loulou Gasté, Jean Guigo, Henri Contet, Louiguy, Marguerite Monnot, Philippe-Gérard, Bob Castella, Francis Lemarque, Henri Betti, etc.

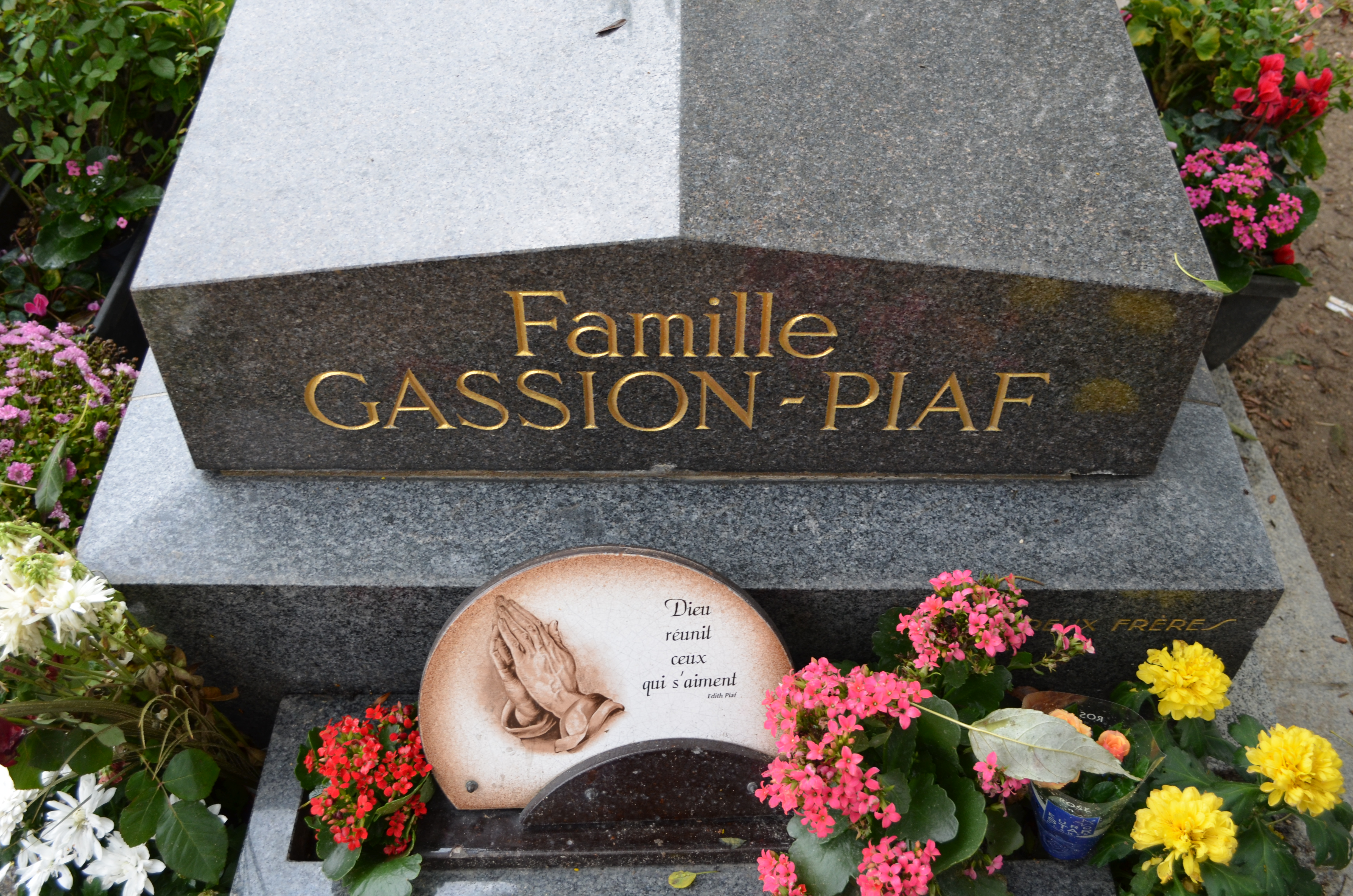
Caveau de la famille Gassion-Piaf au cimetière du Père-Lachaise.

C'est également cette année-là que Louis Gassion, le père d'Édith Piaf, meurt ; elle le fait enterrer dans le caveau familial du Père-Lachaise, où repose déjà sa fille Marcelle.
Elle perd l'année suivante sa mère, Annetta Maillard, livrée à la misère, malgré l'aide financière de sa fille. Elle meurt d'une overdose au milieu des poubelles de Pigalle. Contrairement à son père, Piaf la fait enterrer au cimetière de Thiais,.
À la Libération, Piaf est blanchie par un comité d'épuration, grâce au témoignage de sa secrétaire Andrée Bigard, membre de la Résistance qui, d'abord à son insu, l'aurait impliquée dans ses actions et qui déclare que la chanteuse en tournée en Allemagne se serait laissé photographier avec des prisonniers français des stalags et que ces clichés auraient servi, de retour en France, à la fabrication de faux papiers pour faire passer ces prisonniers comme des membres de son orchestre, et permettre à 118 d'entre eux de regagner la France en s'évadant. Ce nombre important de prisonniers libérés sans passer par un réseau de résistants et le fait qu'aucun témoignage n'a jamais confirmé cette histoire font douter les biographes de sa véracité.
Dans certains milieux, Piaf avait une réputation de collaborateur avec l'occupant. Pour exemple, le 11 avril 1946, un concert d'Édith Piaf à Sarrebruck sous occupation française est interrompu par le gouverneur militaire de la Sarre, Gilbert Grandval, d'origine juive et qui avait été actif dans la résistance pendant l'occupation allemande. Le concert s'est terminé par une violente dispute entre Piaf et Grandval devant le public. Les reportages sur ce concert ont été officiellement arrêtés. Dès mars 1946, l'administration militaire française se demandait si Piaf, avec son passé, pouvait encore représenter de manière crédible la culture française à l'étranger,.
À cette époque, Piaf donne quelques récitals au cabaret le Club des Cinq. C'est là que Marcel Cerdan l'entend pour la première fois.

### L'après-guerre

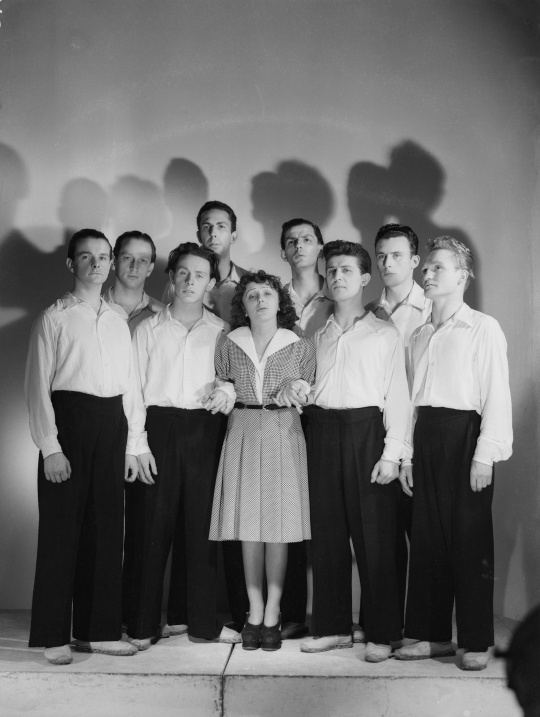
Édith Piaf et les Compagnons de la Chanson, en 1946.

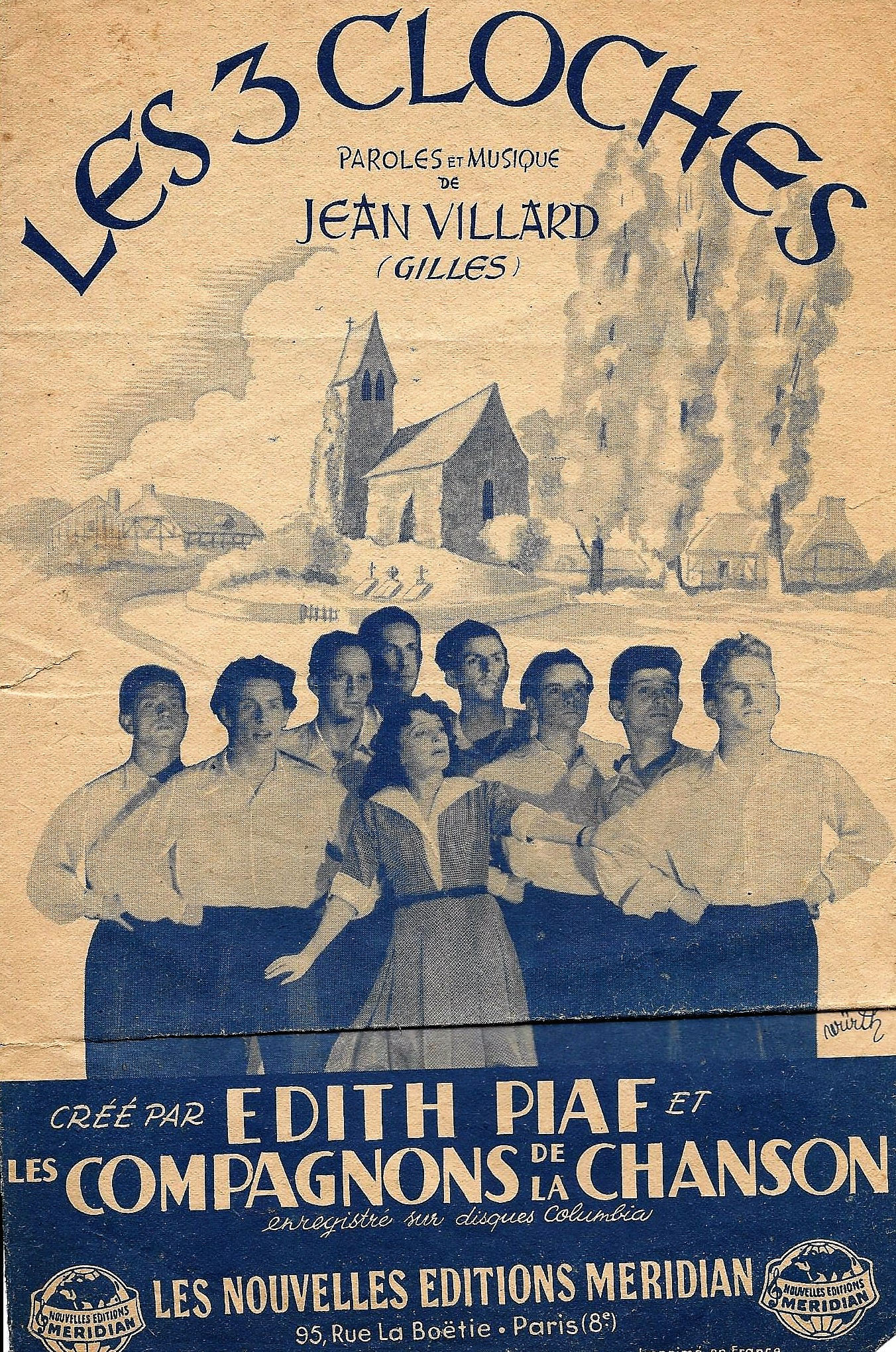
Paroles et musique de la chanson Les 3 cloches.

En 1945, elle écrit La Vie en rose, musique signée par le pianiste Marcel Louiguy (enregistré en 1947), sa chanson la plus célèbre, désormais devenue un classique. Elle joue également à la Comédie-Française.
Yves Montand devient à son tour une vedette du music-hall. Il débute au cinéma aux côtés de Piaf dans Étoile sans lumière, puis obtient son premier grand rôle dans Les Portes de la nuit, de Marcel Carné. Ils partent tous deux en tournée jusqu'en 1946, l'année où elle le quitte.
C'est en 1946 que la chanteuse rencontre Les Compagnons de la chanson, avec lesquels elle interprète une douzaine de titres, dont le célèbre morceau Les Trois Cloches du Suisse Jean Villard (dit Gilles). Elle part ensuite avec ses protégés donner des concerts en Europe du Nord pendant l’année 1947. Ils tourneront ensemble le film Neuf Garçons, un cœur sorti en 1948.
À cette époque, elle fait également la connaissance d'un duo d'artistes nommé Pierre Roche et Charles Aznavour, et les emmène en tournée avec elle.

### Gloire professionnelle et désastres personnels
De 1946 à 1948, Piaf est la compagne de Jean-Louis Jaubert, le directeur des Compagnons de la chanson, avec lesquels elle se produit aux États-Unis et ailleurs, avec grand succès.
Mais, dès octobre 1947, alors qu'elle est en tournée triomphale à New York, où elle se familiarise avec l'anglais et les techniques de scène à l'américaine, elle vit la grande histoire d'amour de sa vie avec le boxeur Marcel Cerdan, Français né à Sidi Bel Abbès en Algérie, en 1916, et qui devient champion du monde de boxe des poids moyens, le 21 septembre 1948.

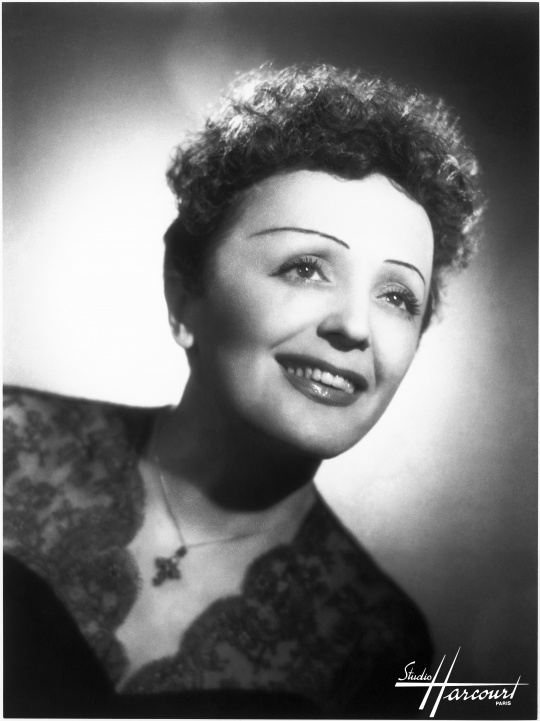
Édith Piaf au studio Harcourt, en 1950.

Au début 1949, elle fait avec lui l'acquisition de sa première maison, un hôtel particulier au 5 rue Gambetta à Boulogne-Billancourt, acheté dix-neuf millions de francs à un milliardaire ruiné, Gilbert des Crances.
Là, installée avec Simone Berteaut, elle écrit Hymne à l'amour, sur une musique de Marguerite Monnot, chanson chantée sur scène pour la première fois en septembre 1949. Mais peu après, elle rompt avec son inséparable Momone, au nom de son amour pour Cerdan.
Le 28 octobre 1949, Marcel Cerdan meurt dans un accident d'avion. Le vol Paris-New York d'Air France s'écrase aux Açores, alors qu'il venait la rejoindre à sa demande : lors d'une conversation téléphonique, Marcel lui avait dit qu'il prendrait le prochain bateau, mais Édith Piaf trouvait que ce serait trop long, et lui demanda de venir en avion. Parce que le vol était complet, un couple avait cédé, avec gentillesse, ses places au boxeur. Alors qu'elle avait confié à Jacques Bourgeat, quelques jours auparavant, sa volonté de quitter son amant, bien trop attaché à sa femme Marinette et à ses trois enfants, Édith Piaf est anéantie par cette disparition (ainsi que par un sentiment de culpabilité) et souffrant d'une polyarthrite aiguë, elle prend, pour calmer sa douleur, de fortes doses de morphine. Elle chantera son grand succès, Hymne à l'amour et également plus tard, Mon Dieu, en la mémoire de Marcel. Elle installe dans son hôtel particulier les trois enfants de Marcel et leur mère, Marinette,.
Son état reste si délabré par l'alcool et la drogue, qu'elle se voit contrainte de refuser des rôles au cinéma,.
Peu après, elle fréquente Tony Raynaud à qui elle écrit dans une lettre : « Dans l'amour on ne s'applique pas à être bien, non, on aime avec de la douleur, de la joie mais surtout jamais de plat ! Si l'on ne tremble pas du matin jusqu'au soir alors c'est raté ! ».
À l'été 1950, elle fréquente le chanteur américain Eddie Constantine qu'elle fait engager pour tourner La P'tite Lili, une comédie musicale qu'elle s'apprête à interpréter. Il traduit pour elle, en anglais, des chansons de son répertoire les plus populaires de cette époque dont La Vie en rose et Hymne à l'amour.

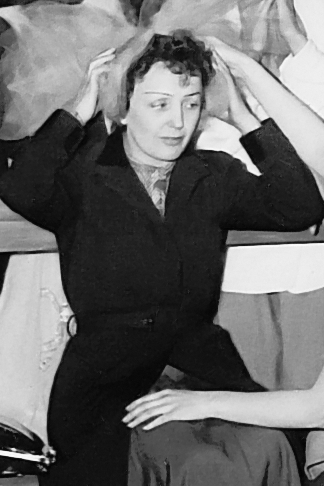
Édith Piaf dans La P'tite Lili, 1951.

En 1951, le jeune auteur-compositeur-interprète Charles Aznavour devient son homme à tout faire et secrétaire, chauffeur et confident. Il lui écrit certaines chansons particulièrement notables comme Plus bleu que tes yeux, ou encore Jezebel, dans cet hôtel particulier près du bois de Boulogne, où elle tient table ouverte mais qu'elle revend, avec ses tristes souvenirs, pour s'installer à Paris même, 67 boulevard Lannes dans le 16e arrondissement. Par le passé, elle avant habité le même arrondissement, 7 rue Leconte-de-Lisle et avenue Marceau.
En contrepartie, Édith Piaf, dénicheuse de talents, conseille Aznavour, lance sa carrière débutante, et lui apprend les ficelles du métier. Lorsque le jeune chanteur lui soumet la chanson Je hais les dimanches qu'il a composée, Piaf manifeste son désaccord, faisant valoir le fait qu'il y avait suffisamment de travailleurs obligés ce jour-là à une journée de labeur.
En septembre 1951, elle entame une nouvelle relation amoureuse avec le cycliste Louis (Toto) Gérardin, qui est marié et habite au Parc des Princes, près de chez elle. Celle-ci tourne court dès février 1952. Passionnément éprise, elle continue une correspondance enfiévrée, jusqu'au 18 septembre 1952 (correspondance qui sera vendue aux enchères en 2009).
Deux jours plus tard, le 20 septembre 1952, elle épouse en l'église Saint-Vincent-de-Paul de New York le chanteur français Jacques Pills, récemment divorcé de la chanteuse Lucienne Boyer. Son témoin est l'actrice Marlene Dietrich, qui a choisi la robe de mariée. L'événement est couvert par plus de soixante magazines.
Jacques Pills offre à Édith Piaf la chanson sensuelle Je t'ai dans la peau composée par son pianiste, un certain Gilbert Bécaud, dont Piaf prend en main la carrière. Ils écrivent ensemble plusieurs chansons (Légende, Elle a dit…) et elle lui présente le Préfet et poète Louis Amade puis Charles Aznavour.

### Carrière internationale
En 1953, devenue dépendante de la morphine, administrée par les médecins, après un accident de voiture en juillet 1951, Piaf entame une première cure de désintoxication.

En 1955, après plusieurs cures, elle sort de son addiction à la morphine, mais soigne sa polyarthrite rhumatoïde à hautes doses de cortisone et se réfugie encore dans l'alcool, qui lui avait permis de noyer son chagrin après la mort de Marcel Cerdan. À cette époque, toujours éprise de spiritualité, elle adhère aux Rose-Croix (AMORC), à la suite de son parolier-adaptateur Jean Dréjac, et y restera fidèle toute sa vie,,,.

Édith Piaf et Marlene Dietrich, en 1959.

Elle devient à cette époque une immense vedette de music-hall en Occident, notamment aux États-Unis, où elle remporte un triomphe en 1956 au Carnegie Hall de New York, dont elle devient une habituée. Cette même année 1956, elle divorce de Jacques Pills qui, malgré ses efforts, aura échoué à éloigner la chanteuse de ses démons.
Au début de l'année 1958, elle déploie son répertoire à l'Olympia avec sa récente liaison, le chanteur Félix Marten. À son appartement, boulevard Lannes, une cour s'empresse autour d'elle, composée de son état-major, d'amis, de visiteurs, de paroliers ou compositeurs en devenir.
De février 1958 à février 1959, elle connaît une histoire d'amour avec le jeune auteur romaniote Georges Moustaki que lui a présenté le guitariste d'Yves Montand, Henri Crolla. Elle le lance dans la chanson en lui apprenant à s'habiller et à manger. Avec lui, elle a un grave accident de voiture le 6 septembre 1958 sur la Nationale 10 à Coignières, ce qui fait empirer son mauvais état de santé et sa dépendance à la morphine.
Édith Piaf enregistre alors l'un de ses plus grands succès, la chanson Milord, dont Georges Moustaki est l'auteur (sur une musique de Marguerite Monnot), et lui inspire Sarah (La femme qui est dans mon lit), qui sera créée par Serge Reggiani en 1967.
Le 13 décembre 1959, la chanteuse s'effondre sur scène durant une représentation à Dreux. Elle subit de nombreuses opérations chirurgicales (ulcères, hémorragies digestives) et revient à Paris en piteux état et sans Georges Moustaki, qui l'a quittée,. Elle est cependant récompensée pour la chanson Milord au cours d'une émission de télévision, du nom de TV Award.
En 1960, l'auteur-compositeur-interprète québécois Claude Léveillée vient travailler avec elle à Paris. Piaf interprétera quatre de ses chansons : Le Vieux Piano (nouvelle version de sa chanson Les Vieux Pianos), Boulevard du Crime, Ouragan et La Voix (ballet). Sa nouvelle liaison, le peintre américain Douglas Davis, quitte rapidement Piaf et son despotisme amoureux.
En 1961, à l'écoute du disque Hommage à Édith Piaf par Jean Leccia, la chanteuse engage celui-ci pour écrire ses arrangements et diriger l'orchestre lors de son dernier passage à l'Olympia.

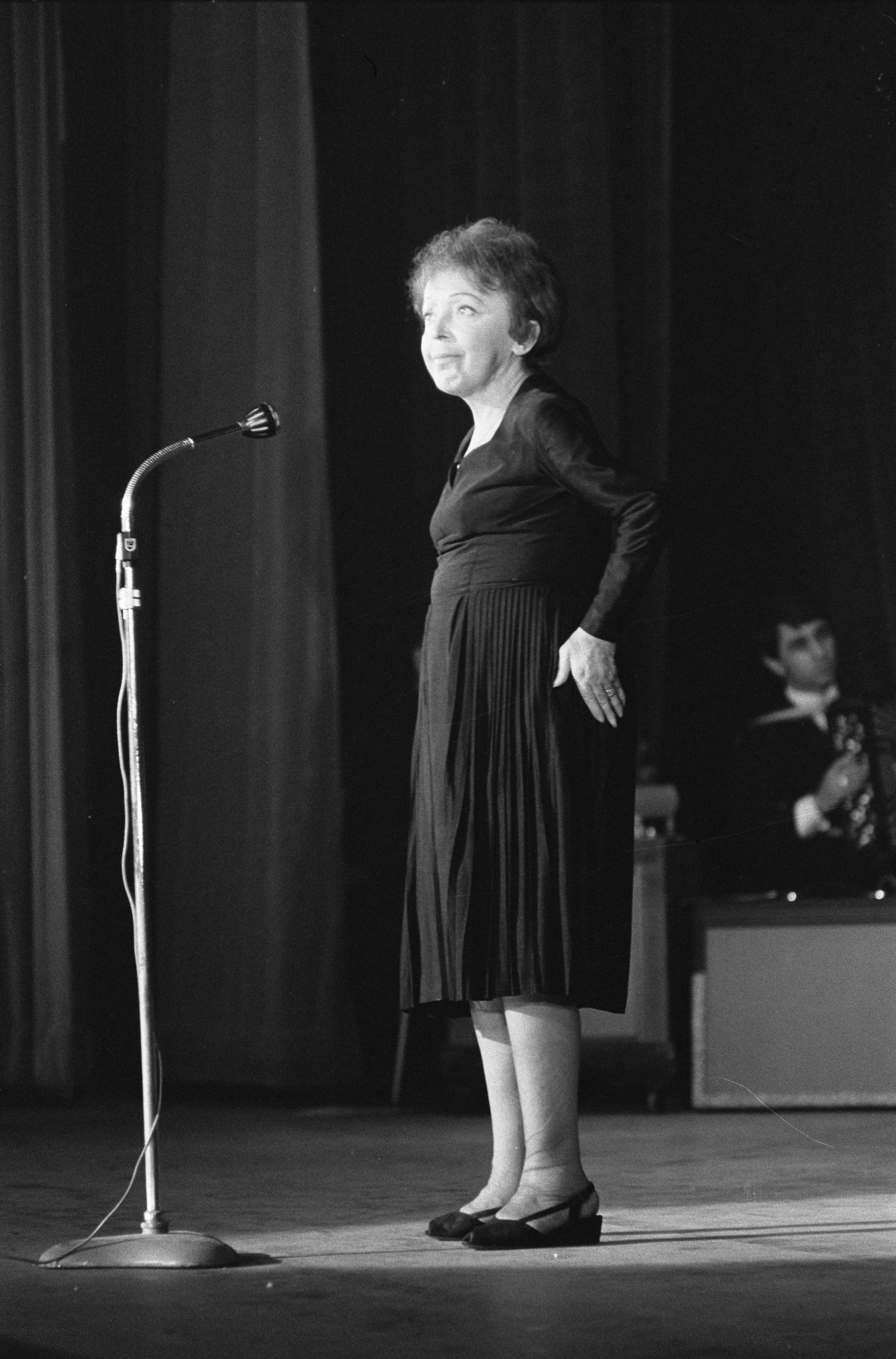
Sa silhouette sur scène en Allemagne, le 13 décembre 1962.

En 1961, à la demande de Bruno Coquatrix, Édith Piaf donne à l'Olympia, menacé de disparition à cause de problèmes financiers, une série de concerts, parmi les plus mémorables et émouvants de sa carrière. C'est dans sa salle de spectacle de prédilection qu'elle interprète Non, je ne regrette rien, une chanson qui lui colle à la peau et que Charles Dumont et Michel Vaucaire viennent d'écrire pour elle, parmi une trentaine d'autres, éclipsant ainsi Marguerite Monnot, sa compositrice de prédilection.
Édith Piaf sauve l'Olympia de la faillite, mais a du mal à se tenir debout et à bouger, du fait de sa polyarthrite très invalidante, et ne réussit à chanter que grâce à une injection de morphine. Au parterre, se trouvent ses amis, le Tout Paris des célébrités comme Michèle Morgan, Alain Delon et Romy Schneider, Jean-Paul Belmondo, Arletty, Dalida, Georges Brassens, Michel Simon, Mouloudji, Claude Chabrol, Marlene Dietrich et des Américains comme Paul Newman, Duke Ellington ou Louis Armstrong.

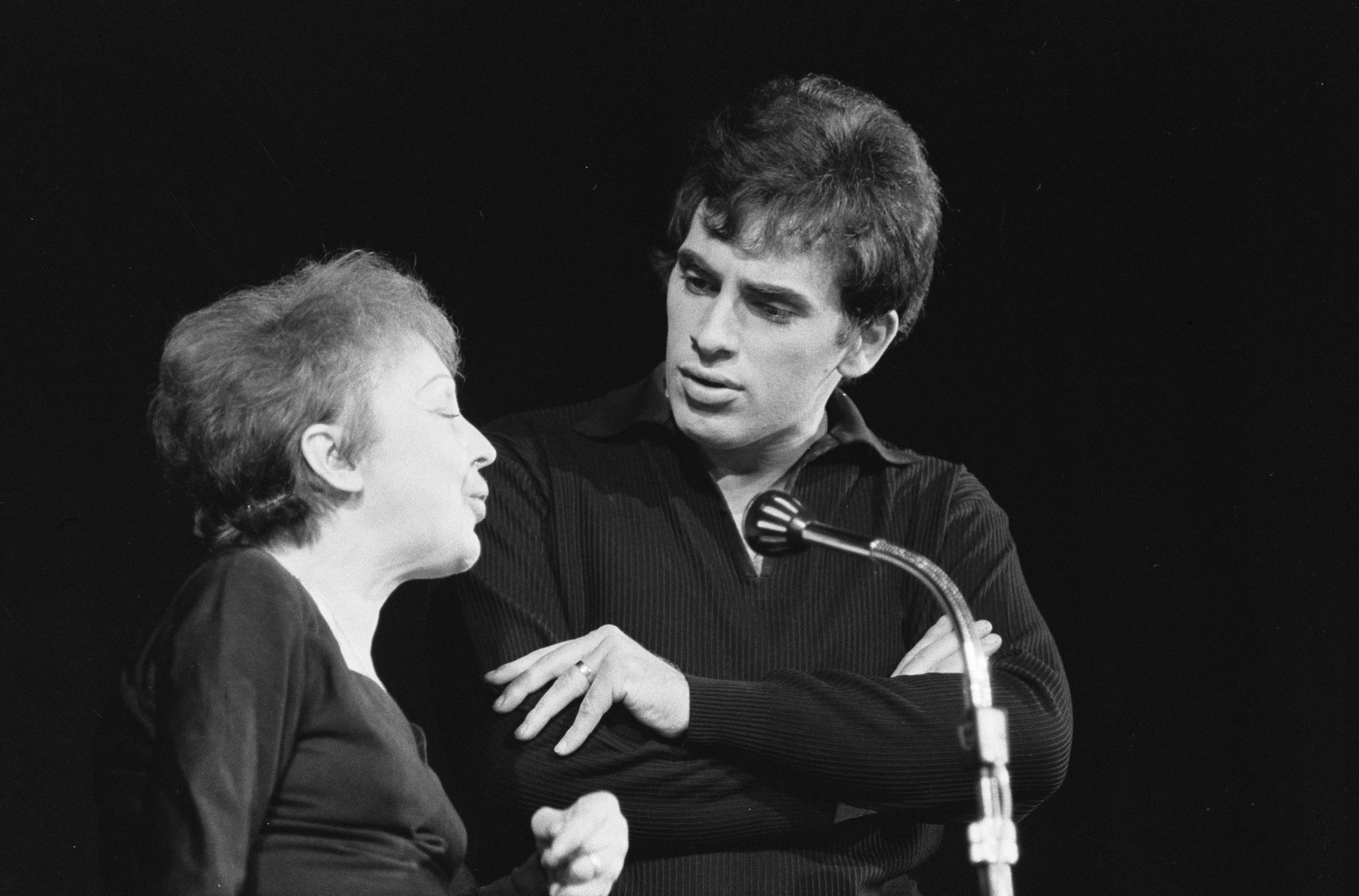
En duo avec Théo Sarapo en 1962.

Le 9 octobre 1962, âgée de 46 ans, épuisée et malade, Édith Piaf épouse celui qu'elle baptise Théo Sarapo (qui signifie « je t'aime » en grec), de son vrai nom Théophánis Lamboukas, un garçon coiffeur âgé de 26 ans, rencontré presque un an auparavant. Ce dernier mari ne la quittera plus jusqu'à la fin, habitant avec elle boulevard Lannes.
Elle reçoit, à sa demande, malade et en robe de chambre, Brigitte Bardot.

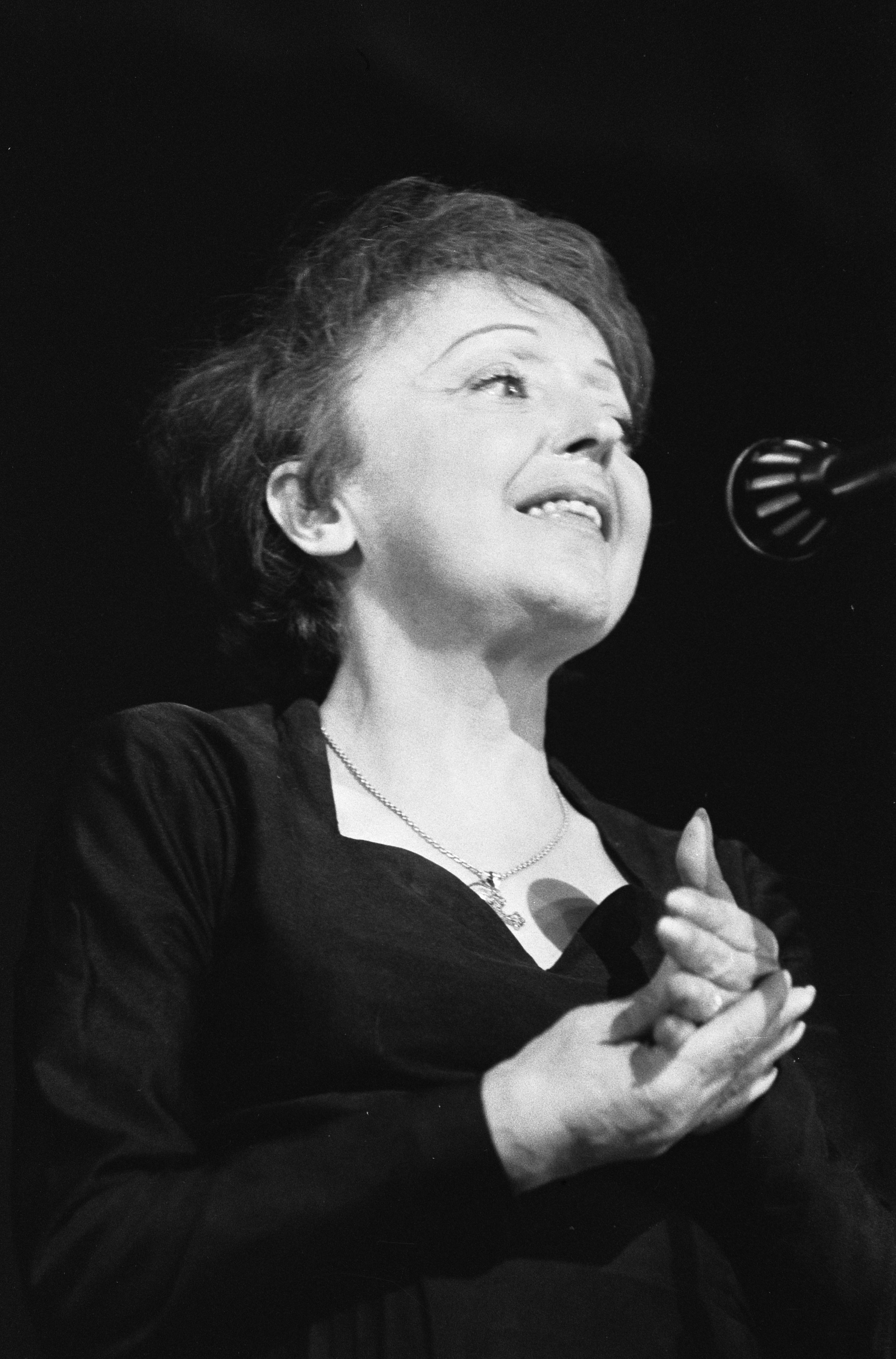
Édith Piaf à Rotterdam, en 1962.

Elle fait de Théo son secrétaire, son manager et un chanteur qu'elle veut lancer. Ils chantent en duo À quoi ça sert l'amour ? écrit par Michel Emer, un de ses fidèles compositeurs, à l'Olympia et à Bobino.
Sur scène, Édith Piaf déploie sans compter tout son talent, que le public honore d'ovations qui dépassent souvent les vingt minutes, et malgré ses forces qui s'épuisent, ne tenant sur scène qu'à renfort de médicaments qui l'abîment encore plus, elle se prête au jeu du public « comme de la presse à scandale, qui mise sur les drames de sa vie intime, ses accidents de voiture et ses opérations chirurgicales » et suit ses mésaventures au jour le jour.
Début 1963, Édith Piaf enregistre sa dernière chanson, L'Homme de Berlin, écrite par Francis Lai (un des compositeurs de la fin de sa carrière) et Michèle Vendôme.

### Parolière
Comme elle écrit elle-même plusieurs de ses chansons, Édith Piaf passe et réussit l'examen d'auteur-parolière à la SACEM en février 1944 ; ses premières chansons ont pour titres C'est un monsieur très distingué, Où sont-ils tous mes copains ?, C'était un jour de fête, Un coin tout bleu, Celui que j'aime a les yeux tristes, C'était si bon ou Rue sans issue.
Elle écrit au total 87 chansons, la première Il y a des amours (1940) et la dernière Le Chant d'amour (1963),. Parmi les chansons qu'elle a écrites, les plus célèbres sont : Hymne à l'amour et La Vie en rose dont le manuscrit original de premier jet offert par Édith Piaf à Yves Montand est acquis aux enchères à Drouot le 26 juin 2017 par l'homme d'affaires Bruno Ledoux.

### Mort et sépulture
Le 10 octobre 1963 à 13 h 10, Édith Piaf meurt à 47 ans dans sa bastide provençale des Parettes à Plascassier, un quartier excentré de Grasse, d'une rupture d'anévrisme due à une insuffisance hépatique,. Elle est usée par les excès, l'alcool, la morphine, la polyarthrite rhumatoïde et les souffrances de toute une vie. Elle meurt près de son infirmière Simone Margantin, dans les bras de Danielle Bonel, sa secrétaire et confidente tout au long de sa carrière,,.
Ses derniers mots seraient : « Chaque putain de chose qu'on fait dans cette vie, on doit la payer. »
Le transport de sa dépouille jusqu'à son appartement du 67 boulevard Lannes, à Paris, pour faire croire qu'elle a fini sa vie dans sa ville natale, est organisé clandestinement et dans l'illégalité, dans une ambulance avec chauffeur, prêtée par la mère supérieure de la clinique de Cannes-la Bocca,,,.
Sa mort est ainsi annoncée officiellement le 11 octobre 1963 à Paris grâce à un faux certificat de décès postdaté de son médecin, Claude Bernay de Laval, qui indique le 11 octobre à 7 heures du matin, soit le lendemain de la date réelle de sa mort, à Paris et non à Grasse,. Six heures après cette annonce, son ami Jean Cocteau, avec qui Édith Piaf entretenait une correspondance suivie, meurt à son tour,. Bien que « le moineau Piaf ne vole pas dans le même ciel que l'Ange Cocteau », celui-ci apprenant la nouvelle avait déclaré : « C'est le bateau qui achève de couler. C'est ma dernière journée sur cette Terre ». Et il ajoute : « Je n'ai jamais connu d'être moins économe de son âme. Elle ne la dépensait pas, elle la prodiguait, elle en jetait l'or par les fenêtres ».
La presse publie la fausse nouvelle « Edith Piaf est morte dans son lit, boulevard Lannes » et une photographie du visage de Piaf entouré d'un atroce foulard qui retient à peine son menton,. L'infirmière Margantin entretient la légende en racontant aux journalistes qu'avant de mourir, Piaf était lucide, gaie et pleine de projets de chansons.
Théo Sarapo autorise la foule, qui a pris d'assaut les grilles de l'immeuble du boulevard Lannes, sitôt la nouvelle diffusée à la radio, à venir se recueillir par petits groupes auprès du cercueil posé sur un catafalque, dans le salon-bibliothèque, où défilent incessamment pendant deux jours des proches et des anonymes, en majorité des femmes, tandis qu'au dehors s'entassent bouquets et gerbes de fleurs sur le trottoir.

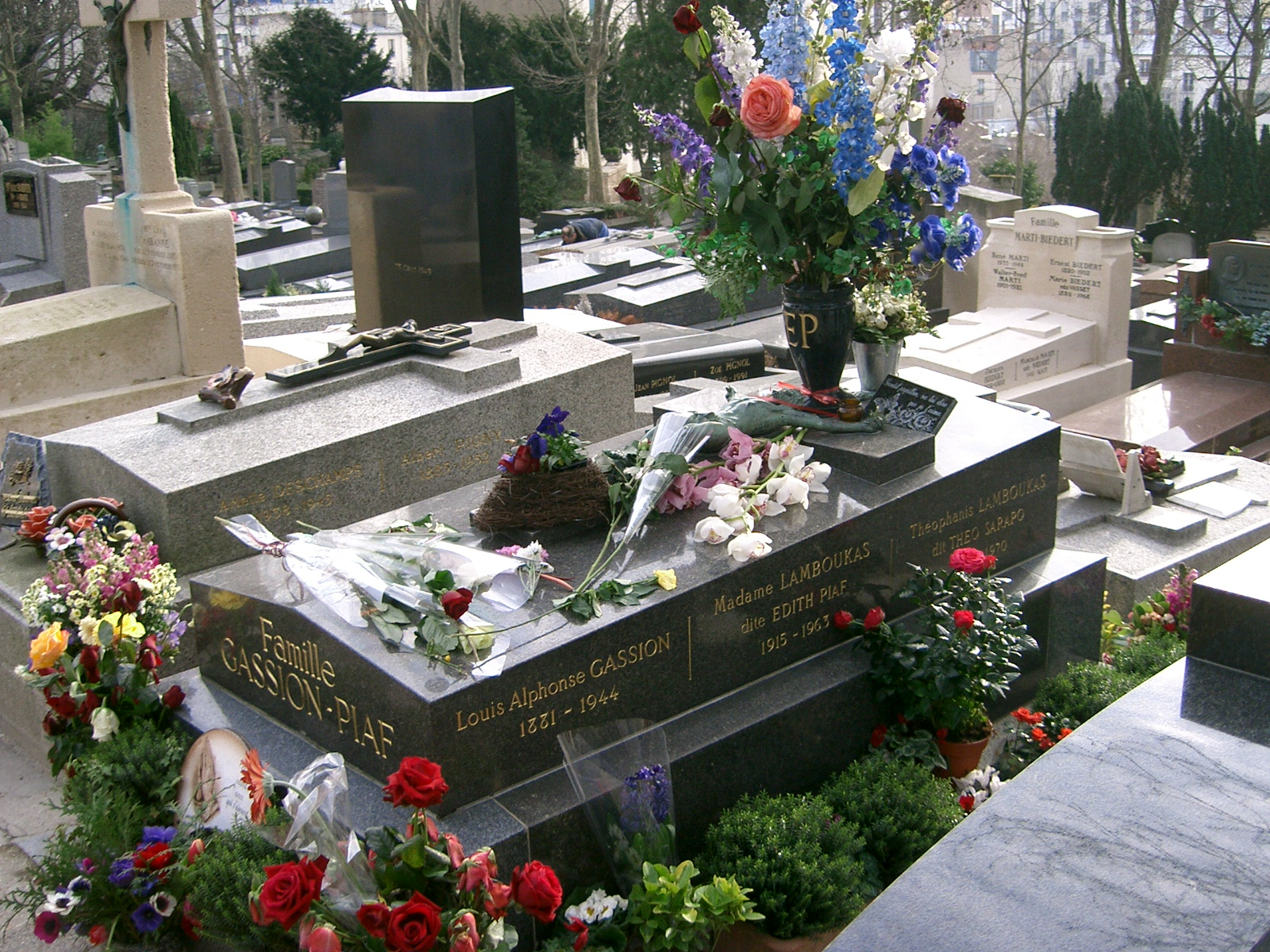
Tombe d'Édith Piaf au cimetière du Père-Lachaise (97e division) à Paris.

L'organisation des obsèques quasi nationales est encadrée par le conseiller technique auprès du préfet de police de Paris, Louis Amade, également parolier et ami de la chanteuse, qui a pris soin de suspendre la circulation ce lundi 14 octobre.
Le convoi funèbre du boulevard Lannes jusqu'au cimetière du Père-Lachaise est salué par un demi-million de personnes,. L'inhumation a lieu au Père-Lachaise (division 97, allée no 3) sans cérémonie religieuse,. Comme l'artiste a vécu en contradiction avec les valeurs morales du catholicisme, divorcé et mené une vie sexuelle « tumultueuse », l'Église catholique refuse de lui accorder des obsèques religieuses. L'Osservatore Romano, le journal du Vatican, écrit qu'elle a vécu « en état de péché public » et qu'elle était une « idole du bonheur préfabriqué ». Cependant, à titre personnel, l'aumônier du théâtre et de la musique, le père Thouvenin de Villaret, lui accorde une dernière bénédiction au moment de l'enterrement.
Le cortège est amorcé par plusieurs limousines que suivent le corbillard et des autocars fleuris. Stoïque, un détachement de la Légion étrangère accueille le convoi funéraire drapeaux levés et au garde-à-vous.
Au moins 40 000 personnes, dont Marlene Dietrich, viennent lui rendre un dernier hommage au cimetière. Rompant les barrages, la foule devenue hystérique déborde le service d'ordre : on piétine les fleurs, des jeunes se hissent sur les arbres et les mausolées, Bruno Coquatrix, bousculé, tombe dans la fosse,.
Piaf est embaumée avant d'être enterrée. Le fossoyeur a déposé des objets fétiches de la chanteuse à côté du cercueil : un lapin en peluche, un béret de marin, une cravate de soie verte, une statuette de sainte Thérèse de Lisieux, une épaulette de légionnaire, une carte postale de la chapelle de Milly-la-Forêt portant une dédicace de Jean Cocteau.
Sa dépouille se trouve dans le caveau où reposent également sa fille Marcelle, son père Louis Gassion, et plus tard également son second mari Théo Sarapo, tué à 34 ans dans un accident de voiture en 1970,.

## Enregistrements

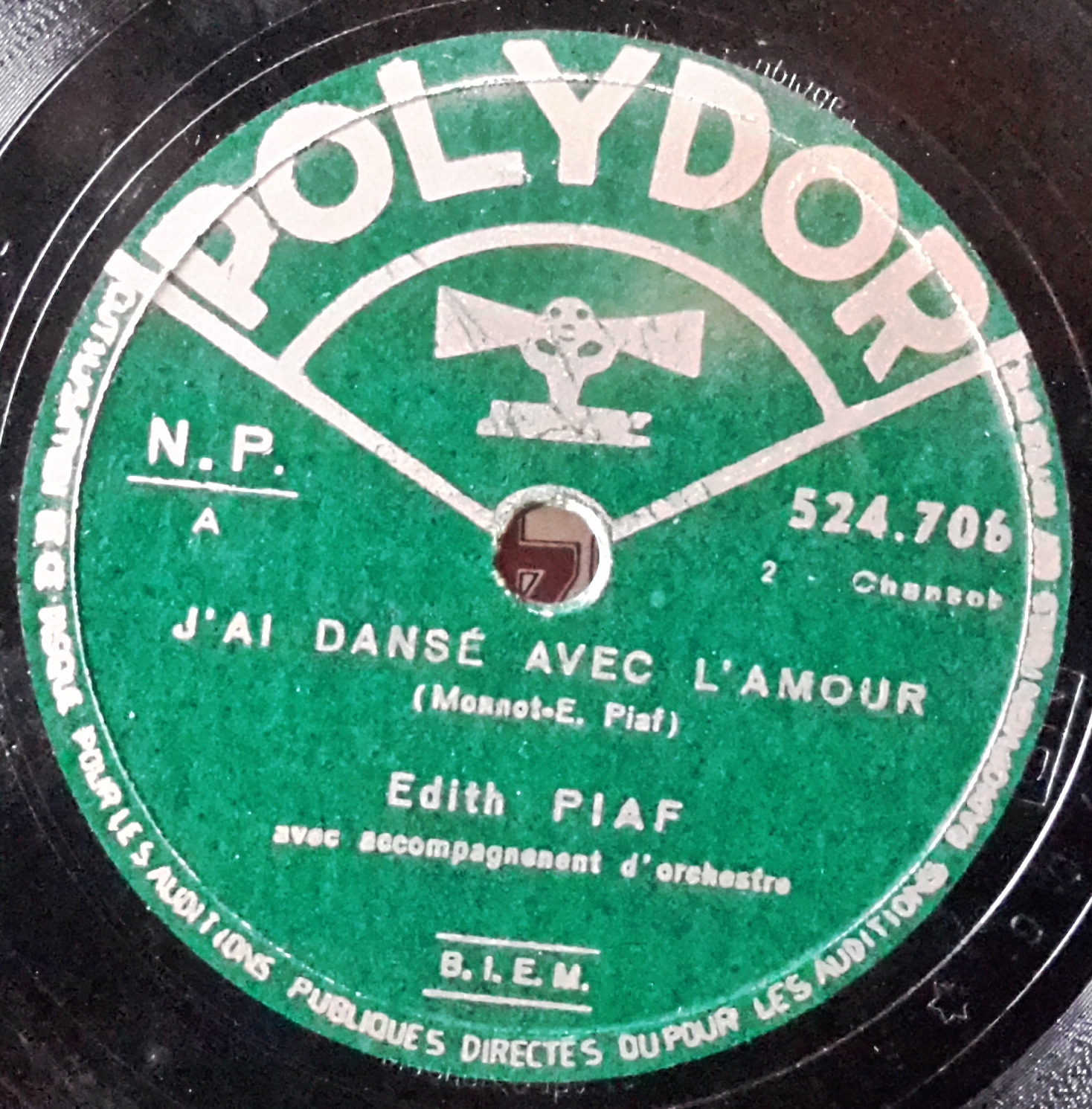
J'ai dansé avec l'amour, maison Polydor. Direction artistique Pierre Bourgeois.

Édith Piaf enregistra chez Polydor de 1935 à 1946, notamment sous la direction artistique de Jacques Canetti (1935-1937), de Pierre Bourgeois (1940-1941) ou de Georges Meyerstein-Maigret (1941-1946). Passée en octobre 1946 chez Columbia, label de Pathé-Marconi, sa carrière fut supervisée à partir de cette date par Pierre Bourgeois, devenu président de Pathé-Marconi et directeur général de Columbia. Après le départ de Bourgeois en 1959, Gilbert Edward Cross, détaché par EMI de Londres à Paris, prit en charge la production discographique d'Édith Piaf jusqu'au décès de cette dernière en 1963. Quelques disques furent pressés pour Philips à partir de 1956, à la suite d'un accord passé entre Pierre Bourgeois et Georges Meyerstein-Maigret, devenu président de Philips. Dans ses compilations, Sonorama publia également des titres de Piaf de 1958 à 1961.
En 1993, des enregistrements de l'émission Neuf garçons et une fille chantaient, du 4 juin 1946 ainsi que 24 autres titres, sont publiés par Polydor. Une chanson inédite du répertoire de Marie Dubas (Monsieur est parti en voyage), mais aussi des chansons connues comme Va Danser et Miss Ottis Regrets y sont interprétées par Piaf.
En 2003, ont été découvertes cinq chansons (Chanson d'amour, La Valse de Paris, La fille de joie est triste, Je ne veux plus laver la vaisselle et C'était si bon) et dix-sept versions inédites enregistrées par Édith Piaf. En effet, durant les années 1960, Polydor se sépare de certaines matrices d'enregistrements. Mais un collectionneur de l'époque en récupère et en donne près de 20 000 à la Bibliothèque nationale de France. Parmi ces bandes, on retrouve les enregistrements inédits et des prises alternatives de titres connus.
Quinze ans plus tard, en 2018, un collectionneur, propriétaire d'un pressage de la chanson La Complainte du Roi Renaud, donne le 78 tours au directeur artistique de Marianne Mélodie, qu'il réédite et publie la même année.

### Discographie

#### Simples (liste non exhaustive)
- 1935 : Les Mômes de la cloche, label Polydor, premier 78 tours enregistré par Piaf. Directeur artistique : Jacques Canetti.
- Édith Piaf : Simple comme bonjour/Le vagabond - Polydor 524.780 (78 tours)
- Édith Piaf : Browning/C’est toi le plus fort - Polydor 524.356 (78 tours)
- Édith Piaf : J’ai dansé avec l’amour/C’est un jour de fête - Polydor 524.706 (78 tours). Directeur artistique : Pierre Bourgeois.
- Édith Piaf : Correqu’ et reguyer/Entre Saint-Ouen et Billancourt - Polydor 524.323 (78 tours)
- Les Compagnons de la chanson et Édith Piaf : C'est pour ça/Les yeux de ma mère - Columbia DFX247 (1947)
- Les Compagnons de la chanson et Édith Piaf : Dans les prisons de Nantes/Céline - Columbia DF3053 (78 tours)

#### Albums studio
La plupart des chansons d'Édith Piaf (du début de sa carrière jusqu'à la fin des années 1950) ont d'abord été éditées en disques 78 tours (une chanson par face). Les albums studios présentés ci-dessous sont donc principalement des compilations de titres plus ou moins anciens.

### Chansons

#### Quelques chansons emblématiques
- 1935 : Les Mômes de la cloche, paroles d'André Decaye, musique de Vincent Scotto.
- 1936 : Mon légionnaire, paroles de Raymond Asso, musique de Marguerite Monnot.
- 1940 : L'Accordéoniste, paroles et musique de Michel Emer.
- 1946 : La Vie en rose, paroles d’Édith Piaf, musique de Louiguy et Marguerite Monnot (non créditée).
- 1946 : Les Trois Cloches, avec Les Compagnons de la chanson, paroles et musique de Jean Villard, dit Gilles, arrangement de Marc Herrand.
- 1950 : Hymne à l'amour, paroles d’Édith Piaf, musique de Marguerite Monnot.
- 1951 : Padam, padam..., paroles d’Henri Contet, musique de Norbert Glanzberg.
- 1954 : Sous le ciel de Paris, paroles de Jean Dréjac, musique d’Hubert Giraud, du film Sous le ciel de Paris de Julien Duvivier.
- 1956 : L'Homme à la moto, adaptation par Jean Dréjac du rock américain Black denim trousers and motorcycle boots de Jerry Leiber et Mike Stoller.
- 1956 : Les Amants d'un jour, paroles de Claude Delécluse et Michelle Senlis, musique de Marguerite Monnot.
- 1958 : La Foule, paroles françaises de Michel Rivgauche. Adaptation de la valse péruvienne Que nadie sepa mi sufrir (qui porte aujourd'hui le titre Amor de mis amores dans ses reprises), paroles originales d'Enrique Dizeo et musique d'Ángel Cabral[114],[115]
- 1958 : Mon manège à moi, paroles de Jean Constantin, musique de Norbert Glanzberg.
- 1959 : Milord, paroles de Georges Moustaki, musique de Marguerite Monnot.
- 1960 : Non, je ne regrette rien, paroles de Michel Vaucaire, musique de Charles Dumont.
- 1960 : Mon Dieu, paroles de Michel Vaucaire, musique de Charles Dumont.
- 1962 : À quoi ça sert l'amour, paroles et musique de Michel Emer.

## Imprésarios

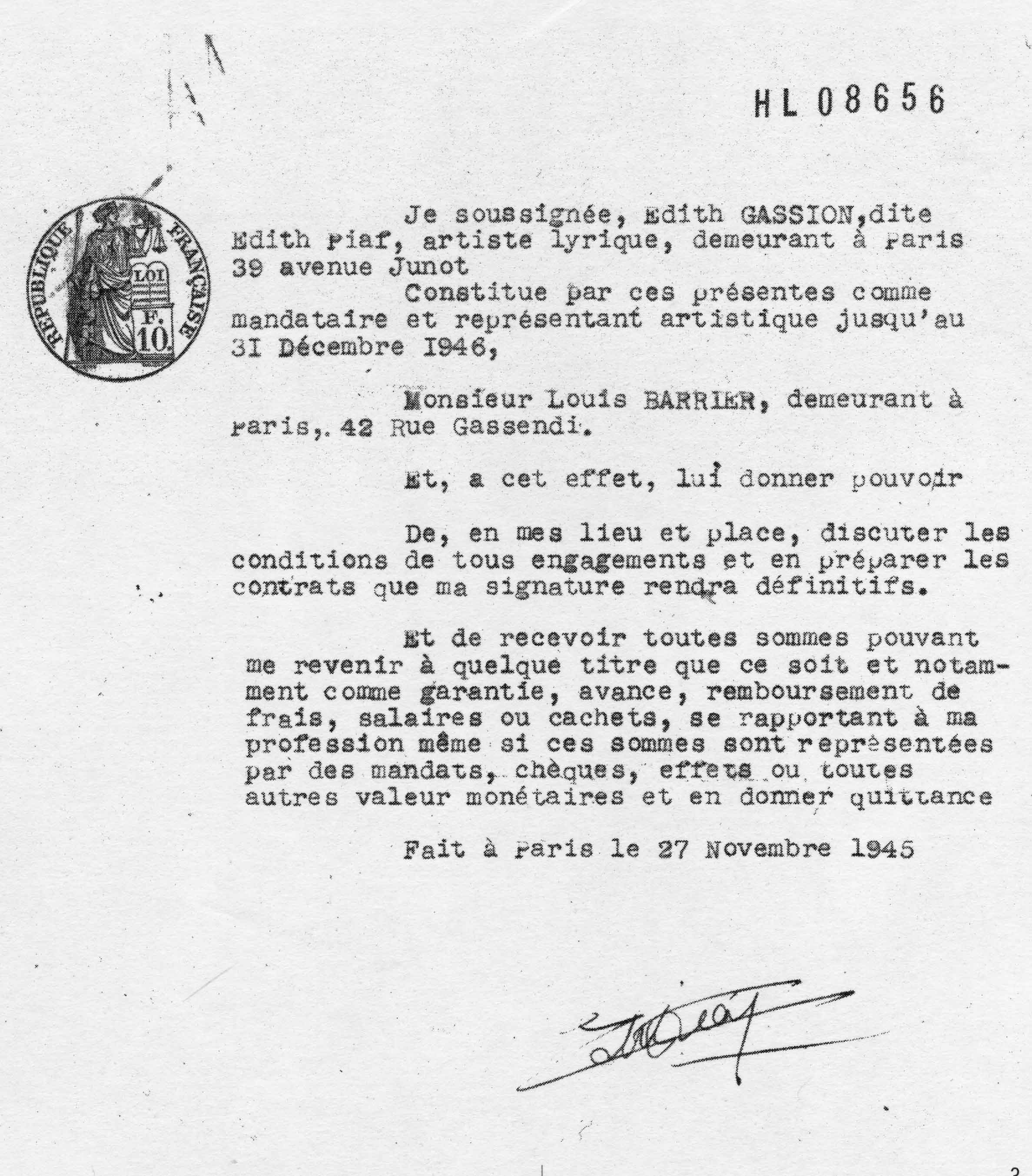
Contrat signé entre Édith Piaf et son impresario, Louis Barrier, le 27 novembre 1945.

Plusieurs imprésarios (aujourd'hui appelés agents artistiques) se succédèrent dans la vie d'Édith Piaf :
- Jacques Canetti de 1935 à 1937 ;
- Raymond Asso de 1937 à 1939 et Daniel Marouani pour la programmation dans les salles de spectacle ;
- Pierre Bourgeois de 1939 à 1945. Pierre Bourgeois, alors directeur artistique chez Polydor, label d'Édith Piaf, est son manager et son conseiller artistique pendant la guerre. À partir de septembre 1946, il prend la direction de Pathé-Marconi et signe l'artiste chez Columbia, label de la firme française en octobre 1946 ;
- Louis Barrier de 1945 à 1963.

Hormis Louis Leplée qui la découvrit, Édith Piaf fut soutenue à la scène par Fernand Lumbroso, alors directeur du théâtre Mogador, puis par Bruno Coquatrix, célèbre patron de l'Olympia.

## Filmographie
- 1936 : La Garçonne de Jean de Limur : la chanteuse habillée en matelot
- 1941 : Montmartre-sur-Seine de Georges Lacombe : Lily
- 1946 : Étoile sans lumière de Marcel Blistène : la chanteuse Madeleine doublure de Stella Dora
- 1948 : Neuf Garçons, un cœur de Georges Friedland : Christine
- 1952 : Paris chante toujours de Pierre Montazel : elle-même
- 1954 : Boum sur Paris de Maurice de Canonge : elle-même
- 1954 : Si Versailles m'était conté… de Sacha Guitry : une fille du peuple qui chante Ah ! ça ira
- 1955 : French Cancan de Jean Renoir : Eugénie Buffet
- 1959 : Les Amants de demain de Marcel Blistène : Simone

## Publications
- Édith Piaf et Louis-René Dauvent, Au bal de la chance, préf. Jean Cocteau, Genève, 1958 (rééd. Archipoche, 2007, 224 p., présentation en ligne ; Ed. de l'Archipel, 2003, annot. Marc Robine, postf. Fred Mella, 201 p.
- Édith Piaf, Ma vie, Union générale d'éditions, Paris, 1963[117]
- Édith Piaf et Marcel Cerdan, Moi pour toi - Lettres d'amour, éd. Le Cherche Midi, Paris, 2002
- Édith Piaf, Mon amour bleu, Grasset et Fasquelle, 2011.

## Postérité
À la fin de sa vie, son confident Jacques Bourgeat lègue une partie des lettres que lui a adressées Édith Piaf à la Bibliothèque nationale, voisine de son domicile, où elles sont consultables depuis 2003. En 2015, la BNF organise une exposition intitulée « Piaf ».

### Influence
Personnalité et voix de la chanson française hors du commun, elle reste l'une des chanteuses françaises les plus célèbres au monde et a lancé avec succès la carrière de nombreux chanteurs comme Yves Montand, Les Compagnons de la Chanson, Charles Aznavour, Gilbert Bécaud ou Georges Moustaki.
Son image est associée à son inséparable petite robe noire caractéristique de la chanteuse réaliste.

### Hommages

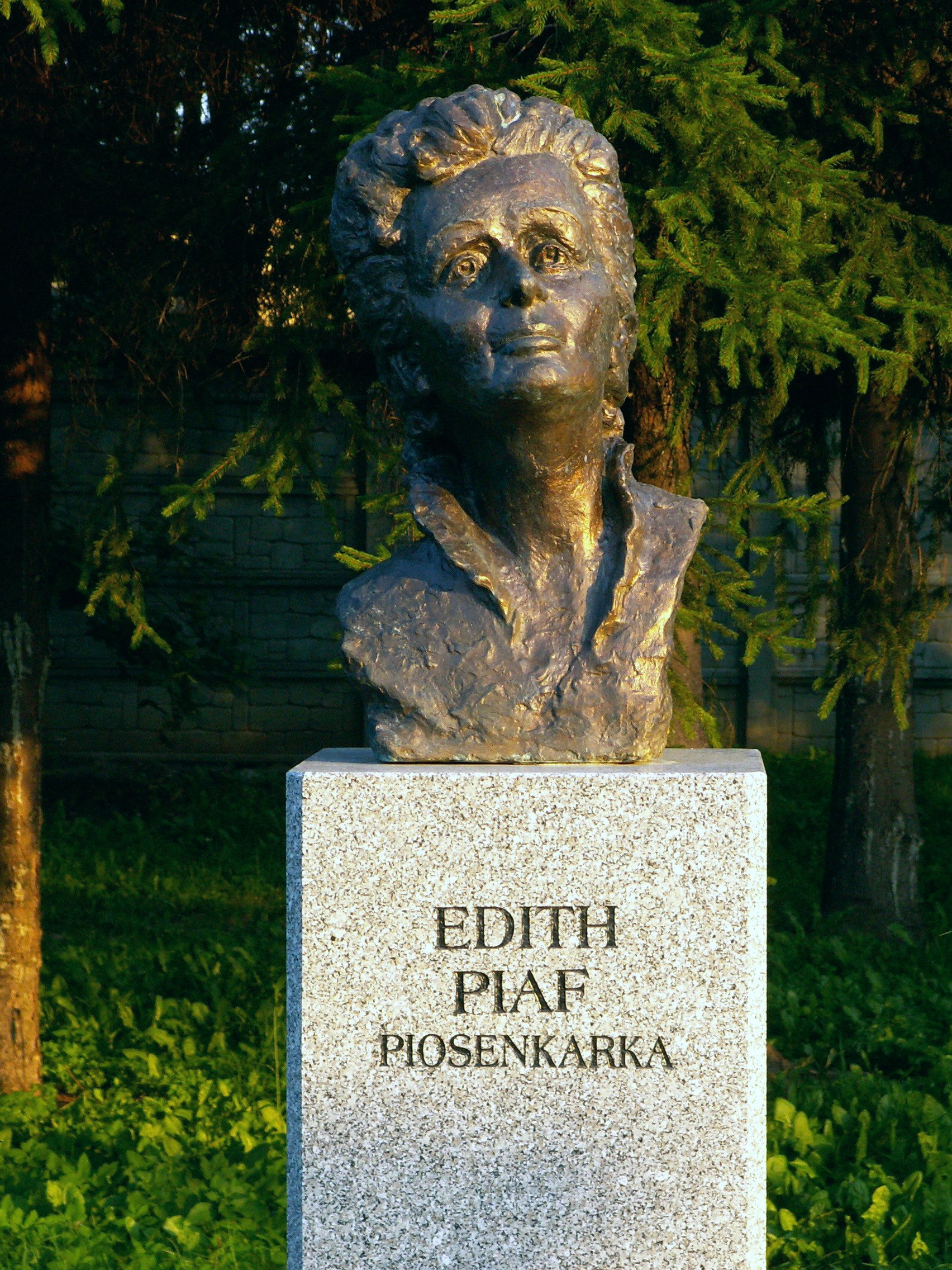
Buste d'Édith Piaf à Kielce (Pologne).

#### Places, rues, monuments
- Le musée Édith-Piaf lui est consacré, rue Crespin-du-Gast, dans le 11e arrondissement de Paris.
- Une statue de Piaf, bronze de Lisbeth Delisle, est érigée le 11 octobre 2002 place Édith-Piaf, dans le 20e arrondissement de Paris[8].
- En 2019, l'hôpital Tenon lui rend hommage[118] en exposant un portrait réalisé et offert par l'artiste français Hom Nguyen. Cette œuvre, La vie en rose, Portrait d'Édith Piaf, dont une reproduction monumentale couvre également le mur extérieur de la maternité, est exposée à l’entrée de l’aile Meyneil.
- Une plaque commémorative marque son prétendu lieu de naissance au 72, rue de Belleville, dans le 20e arrondissement de Paris[8].
- Piaf est évoquée dans un des 480 souvenirs cités par Georges Perec dans Je me souviens.
- À Bernay (Eure), le théâtre porte son nom.
- À Châteauroux (Indre), une salle de spectacle porte son nom.
- À Dugny (Seine-Saint-Denis), la salle de spectacle communale se trouve sur le parvis Édith-Piaf.
- Dans la commune de Martel (Lot), la place de l'église du hameau de Gluges, où Piaf venait prier et dont elle avait assuré la restauration des vitraux, porte son nom[119].
- À Mondelange (Moselle), il existe une allée Édith-Piaf.
- À Mantes-la-Ville (Yvelines), il existe une rue Édith-Piaf ainsi qu'une rue Marcel-Cerdan.
- À Morsang-sur-Orge (Essonne), il existe une allée Édith-Piaf.
- Au Kremlin-Bicêtre (Val-de-Marne), il existe un Square Édith-Piaf.

#### Musique
- La Quinzième Improvisation pour piano, du compositeur français Francis Poulenc, a été écrite en 1960 en « Hommage à Édith Piaf ».
- Dès les années 1960, de nombreux interprètes, tant hommes que femmes, francophones comme anglophones, ont repris La Vie en rose.
- En 1967, le chanteur Léo Ferré enregistre la chanson À une chanteuse morte, destinée à figurer dans l'album Cette chanson. Cette chanson écrite en hommage à Édith Piaf sera censurée par sa maison de disque et n'apparaîtra sur disque qu'en 2003.
- En 1975, Michel Mella, parolier et fils du soliste des Compagnons de la Chanson Fred Mella, écrit pour eux la Grande Dame, dont la dernière phrase est la reprise de la célèbre chanson d'Édith Piaf de 1943, C'était une histoire d'amour, chantée par Édith Piaf.
- En 1977, Grace Jones fait une reprise remarquée de La Vie en rose[120]. La même année, Claude Nougaro inclut la chanson-hommage Comme une Piaf[121] dans son album Plume d'Ange ; Catherine Ribeiro enregistre Le Blues de Piaf, album regroupant 12 titres[122] orchestrés par le compositeur Eric Demarsan.
- 1984 : la chanson Hymne à l'amour est reprise par le groupe français Cyclope (oc) sur son premier album.
- 1984 : la chanson Non, je ne regrette rien est reprise par Panik Ltdc.
- Dans son premier album, Mec (1986), Allain Leprest lui consacre une chanson intitulée Édith - notamment reprise par Enzo Enzo en 2007 - qui relate une visite au cimetière du Père-Lachaise. Elle figure aussi sur son album live Je viens vous voir (2002).
- 1987 : la chanson Mon légionnaire est reprise par Serge Gainsbourg sur l'album You're Under Arrest.
- La chanteuse québécoise Marie Carmen lui dédie sa chanson Piaf chanterait du rock, écrite par Luc Plamondon (single en 1987, album Dans la peau de 1989 et album live Déshabillez-moi de 1996). Le titre est repris en 1991 par Céline Dion, sur son album Chante Plamondon.
- 1991 : la chanson L'Homme à la moto est reprise par la chanteuse Fanny.
- 1993 : la chanson Mon manège à moi est reprise par Étienne Daho.
- Mireille Mathieu lui consacre un album Chante Piaf, paru en 1993, en français et allemand, réédité en 2003 et, avec deux nouvelles chansons, en 2012, pour le cinquantième anniversaire de sa mort.
- Les titres Je n'en connais pas la fin et Hymne à l'amour ont été repris en concert par le chanteur et guitariste américain Jeff Buckley, notamment en France en septembre 1994 et pendant sa tournée de 1995.
- En 1997, Jacqueline Danno lui consacre son album Il était une fois… Édith Piaf.
- En 1998, Cassita interprète La Foule (Remix 98) (chanson utilisée dans les spots publicitaires pour une eau gazeuse)
- 2000 : la chanson Non, je ne regrette rien est reprise par Johnny Hallyday.
- Chimène Badi interprète fréquemment des titres de Piaf lors de ses concerts, notamment Hymne à l'amour.
- 2002 : la chanteuse norvégienne Herborg Kraakevik sort un album "Eg Og Edith" consacré à Edith Piaf, dans lequel elle chante en français "La vie en rose".
- 2004 : la chanson Hymne à l'amour est reprise par Hélène Fasan dans son album Crie.
- 2009 : le groupe allemand Rammstein reprend certaines paroles de Non, je ne regrette rien dans sa chanson Frühling in Paris, dans l'album Liebe ist für alle da.
- Le groupe français de reggae Danakil interprète Non, je ne regrette rien à l'Olympia, en 2009.
- L'album Kaas chante Piaf de Patricia Kaas, en 2012, suivi d'une tournée en 2013, lui rend hommage en célébrant le cinquantième anniversaire de sa disparition.
- Le rappeur Youssoupha a écrit une chanson en hommage à Édith Piaf, La Foule - Partie 2, sur son album En noir & blanc (En attendant Noir Désir) (2011).
- En février 2013, la compagnie du Confluent Art music (sous la direction musicale de Jean-Claude Dufaut) crée un spectacle musical intitulé Piaf, le temps d'illuminer, véritable florilège des grandes chansons de la Môme, mis en scène par sept interprètes[123].
- En 2014 Stellia Koumba chante Piaf spectacle créé et mis en scène par Roger Louret[124]
- En 2015, Lady Gaga chante en français La Vie en rose sur chaque date de la tournée commune Cheek To Cheek Tour avec Tony Bennett, puis en enregistre une version pour la bande originale du film de 2018 A Star Is Born.
- Après les attentats du 13 novembre 2015 à Paris, de nombreuses chansons d'Édith Piaf, véritables symboles de la France, ont été reprises lors de concerts dans le monde entier. Ainsi, Céline Dion a chanté Hymne à l'amour lors des American Music Awards 2015[125].
- De même, en 2016, Madonna chante La Vie en rose pendant sa tournée Rebel Heart Tour, disant d'Édith Piaf qu'elle est « sa chanteuse préférée au monde ».
- Piaf ! Le Spectacle, interprété par Anne Carrère, produit, et mis en scène par Gil Marsalla, considéré par Charles Dumont, Charles Aznavour et Ginou Richer[126] comme le plus bel hommage sur scène à la carrière d'Édith Piaf. Depuis 2015, c'est le plus gros succès mondial français avec quatre cents représentations dans cinquante pays et un million de spectateurs. Fait rare pour un spectacle français, le spectacle s'est produit à guichets fermés au Carnegie Hall de New York le 6 janvier 2017 pour célébrer le soixantième anniversaire du concert d'Édith Piaf dans cette salle mythique.
- Créé en 2018, le spectacle Rue La Môme rend hommage à Edith Piaf à travers la représentation de différentes périodes de sa vie (de ses débuts dans la rue à la consécration à l'Olympia) ; non seulement musical, mais également visuel, grâce à des archives inédites provenant d'une collaboration avec Anthony Berrot, collectionneur reconnu dans le monde de La Môme[127].
- Piaf Symphonique, interprété par Anne Carrère, une version symphonique des chansons d'Edith Piaf a été créée pour la première fois en juin 2019 à l'Opéra de Nice par Gil Marsalla, producteur et directeur artistique, sur des arrangements de Nobuyuki Nakajima.
- PIAF par Anne CARRERE - "Non, Je ne regrette rien", parrainé par Charles Dumont et Germaine RICORD, en tournée mondiale.
- en 2024, Céline Dion reprend l’Hymne à l’amour à l’occasion de la cérémonie d'ouverture des Jeux olympiques d'été de 2024.

#### Numismatique
- L'artiste est l'effigie d’une pièce de 10 euros en argent éditée en 2012 par la Monnaie de Paris, pour la collection « Les Euros des régions », afin de représenter sa région natale, l'Île-de-France.

#### Astronomie
Sont nommés en son honneur :
- l'astéroïde (3772) Piaf.
- le cratère vénusien Piaf[128].

#### Au théâtre
- 1996 : Piaf, je t'aime, comédie musicale sur sa vie, paroles de Claude Lemesle et musiques de Charles Dumont ; mise en scène par Jacques Darcy avec Nathalie Cerda dans le rôle d'Édith Piaf, Cirque d'Hiver.
- 1997 : Piaf, je t'aime, comédie musicale, reprise avec Nathalie Lermitte dans le rôle d'Édith Piaf, théâtre Comedia puis au théâtre du Gymnase Marie Bell.
- 2003-2004 : La Musique à tout-va, comédie musicale, à l'occasion du 40e anniversaire de la disparition d'Édith Piaf. Théâtre du Trianon. Mise en scène d'Arnaud Romain, arrangements de Patrice Peyriéras.
- 2006 - 2010 : Rechercher Édith Piaf ((hr) Priča o Edith Piaf), récital de Ksenia Prohaska, production théâtre national de Croatie - Caravan Split.
- 2007 : Piaf, je t'aime, comédie musicale, reprise avec Marie Orlandi dans le rôle d'Édith Piaf, Olympia.
- 2005 - 2013 : Piaf, une vie en rose et noir, comédie musicale sur sa vie, mise en scène par Rubia Matignon avec Jacques Pessis, Aurélien Noël et Nathalie Lermitte dans le rôle d'Édith Piaf. Seconde version de 2012 à 2013 sur une mise en scène de Nathalie Lermitte.
- 2006-2009 : L'EmPIAFée, one-woman-show musical de Christelle Chollet.
- 2011-2012 : Édith immortelle, comédie musicale sur sa carrière, production Contre Temps Prod.
- 2012-2013 : Piaf : le temps d'illuminer, comédie musicale sur sa carrière, mise en scène : Compagnie du Confluent / direction et arrangements musicaux : Jean-Claude Dufaut.
- 2013 : Les Hommes de Piaf, comédie musicale sur sa vie, crée à Bernay, mise en scène par Guillaume Ségouin et Raphaël Kaney Duverger (Compagnie Le Théâtre de la Cerisaie).
- 2015 - 2017 : Piaf, ombres et lumière, pièce de théâtre musical évoquant la vie d'Édith Piaf, écrite, mise en scène (en collaboration avec Stéphane Vélard) et interprétée par Nathalie Lermitte[129].
- 2015 - 2019 : Piaf, Le Spectacle, Spectacle Musical évoquant la vie d'Édith Piaf, produit et mise en scène par (Gil Marsalla) et interprété par Anne Carrere[130].
- 2020 - aujourd'hui : PIAF par Anne CARRERE - "Non, Je ne regrette rien", parrainé par Charles Dumont et Germaine RICORD, en tournée mondiale.

### Au cinéma et à la télévision
- 1974 : Piaf, de Guy Casaril, avec Brigitte Ariel dans le rôle d'Édith Piaf.
- 1978 : (en) Piaf, téléfilm britannique de Pam Gems (en), avec Jane Lapotaire.
- 1983 : Édith et Marcel, de Claude Lelouch, avec Évelyne Bouix.
- 1993 : Édith Piaf : Une brève rencontre, téléfilm de Michel Wyn, avec Sophie Artur, Jean-Claude Bouillon, Florence Rougé et Dora Doll.
- 2007 : La Môme (intitulé La Vie en rose au Québec et dans les pays anglophones), d'Olivier Dahan, avec Marion Cotillard (césar de la meilleure actrice, oscar de la meilleure actrice, BAFTA de la meilleure actrice et Golden Globes de la meilleure actrice en 2008).
- 2024 : Monsieur Aznavour de Grand Corps Malade et Mehdi Idir, interprétée par Marie-Julie Baup

#### Documentaires
- 1967 : Piaf, quatre ans déjà, de Marcel Blistène.
- 2003 : Piaf, sans amour on n'est rien du tout, de Marianne Lamour.
- 2003 : Piaf, le concert idéal.
- 2013 : Piaf amoureuse, de Philippe Kohly.
- 2013 : Piaf intime, de Valérie Esposito.

### Festival
L’Association d’amitié Pologne-France en collaboration avec l’association parisienne Les Amis d’Édith Piaf organisent depuis 2009, à Cracovie en Pologne, le Festival international de la chanson française Grand Prix Édith Piaf (en polonais, Miedzynarodowy Festiwal Piosenki Francuskiej). Ce concours est ouvert à tous, la seule exigence étant de présenter deux chansons françaises, dont au moins une du répertoire d’Édith Piaf. Les participants peuvent remporter le Grand Prix Édith Piaf. En juin 2014, la sixième édition avait pour titre Chanter comme Piaf. Elle a permis d'entendre de jeunes musiciens français (Zaz, Shy’m, Tal, Indila, Christophe Maé, et Amel Bent). La Française Laurette Goubelle, sosie vocal d'Édith Piaf, a remporté le prix de la meilleure interprétation. En juin 2015, la septième édition s'intitulait De Piaf à Zazie.